# مرگ‌ها در ۲۰۲۴
این نوشتار فهرستی از افراد سرشناس است که در سال ۲۰۲۴ میلادی درگذشته‌اند.
- در هر عنوان به‌ترتیب نام شخص، سن، دلیل سرشناسی، ملیت (اگر قابل تأیید باشد)، علت مرگ، و منبع آمده‌است.

## ژانویه

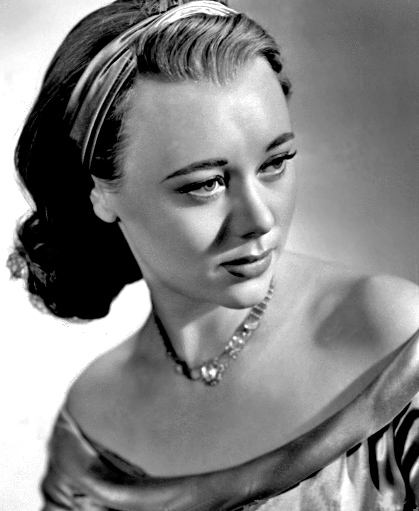
گلینیس جونز

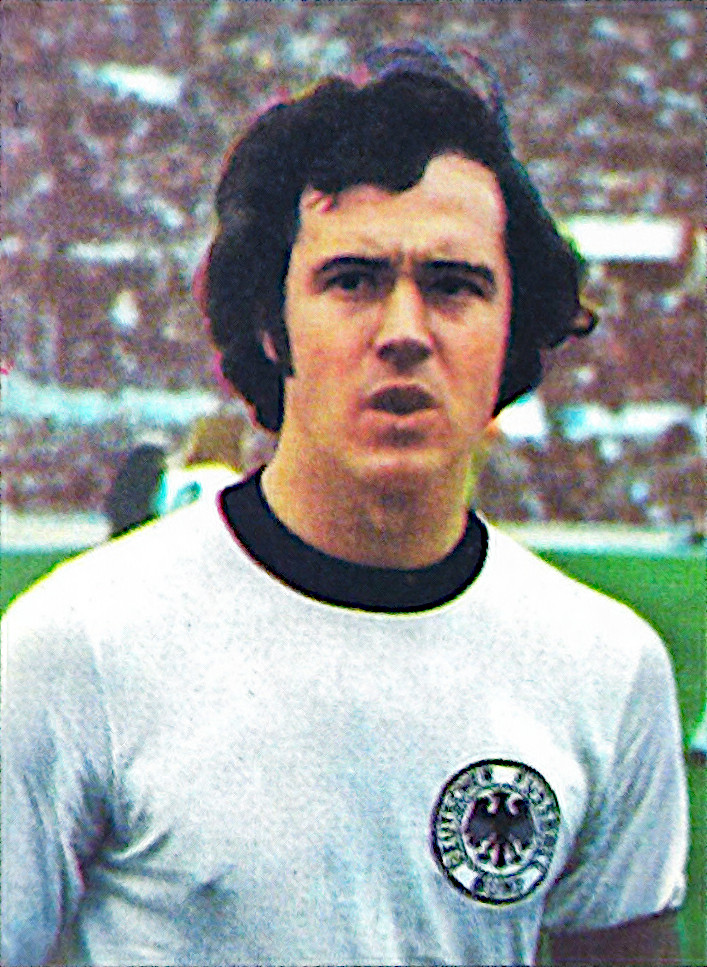
فرانتس بکن‌باوئر

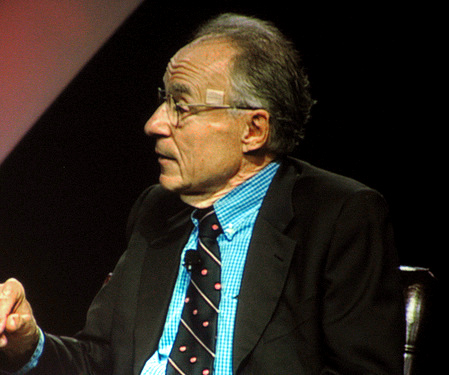
آرنو آلان پنزیاس

### ۱
- باسدو پاندای، ۹۰، وکیل، سیاستمدار، اقتصاددان و بازیگر اهل ترینیداد و توباگو.

### ۲
- زوی زمیر، ۹۸، نظامی اهل اسرائیل، رئیس سازمان موساد (۱۹۷۴–۱۹۶۸).
- سرتاج عزیز، ۹۴، اقتصاددان و استراتژیست اهل پاکستان.
- فرانک ادوارد کیتسون، ۹۷، نظامی اهل بریتانیا.

### ۳
- گرمانا دومینیچی، ۷۷، بازیگر و صدا پیشه اهل ایتالیا.

### ۴
- گلینیس جونز، ۱۰۰، بازیگر اهل ولز.
- دیوید سول، ۸۰، خواننده و بازیگر اهل ایالات متحده آمریکا.
- کریستیان اولیور، ۵۱، بازیگر اهل آلمان.
- لئونید تکاچنکو، ۷۰، مربی و بازیکن فوتبال اهل اتحاد جماهیر شوروی.

### ۵
- ماریو زاگالو، ۹۲، بازیکن و مربی فوتبال اهل برزیل.
- نیکولاس رشر، ۹۵، فیلسوف و خاورشناس اهل آلمان.
- اورسولا جاستین، ۹۶، بازیگر اهل آلمان.

### ۶
- ظهیرالحق، ۸۹، بازیکن فوتبال اهل پاکستان.

### ۷
- فرانتس بکن‌باوئر، ۷۸، بازیکن و مربی فوتبال اهل آلمان.

### ۸
- فرانس یانسنس، ۷۸، بازیکن فوتبال اهل بلژیک.

### ۹
- وازگن ماناسیان، ۶۵، بازیکن فوتبال اهل تاجیکستان.
- تادئوس وارداپت ایساهاکیان-زالکسی، ۶۷، کشیش اهل لهستان.

### ۱۰
- تیسا فارو، ۷۲، بازیگر اهل ایالات متحده آمریکا.
- جنل ژاکیز، ۶۷، طراح بازی و هنرمند اهل آمریکا.

### ۱۱
- یوری سولومین، ۸۸، بازیگر و کارگردان اهل شوروی.

### ۱۲
- هانس هوبر، ۹۰، بوکسور اهل آلمان.
- هاروئو تاکاهاشی، ۷۶، مانگاکا اهل ژاپن.

### ۱۳
- یانا هلاواچووا، ۸۵، بازیگر اهل جمهوری چک.

### ۱۴
- کارل هاینتس-اولیگ، ۸۵، استاد دین‌شناسی اهل آلمان.
- الیزابت تریسه‌نار، ۷۹، بازیگر اهل اتریش.
- رائما لیسا رومبواس، ۴۳، وزنه‌بردار اهل اندونزی.

### ۱۵
- کریم مجتهدی، ۹۳، فیلسوف اهل ایران.

### ۱۶
- واینو والیاس، ۹۲، سیاستمدار اهل استونی.
- دزینترا گروندمن، ۷۹، بازیکن بسکتبال اهل لتونی.

### ۱۹
- آتیلیو بوستی، ۹۰، وکیل و سیاستمدار اهل ایتالیا.

### ۲۰
- چو تائه-بوک، ۹۳، سیاستمدار اهل کره شمالی.
- نورمن جویسون، ۹۷، کارگردان و تهیه‌کننده اهل کانادا.

### ۲۲
- لوئیجی ریوا، ۷۹، بازیکن فوتبال اهل ایتالیا.
- آرنو آلان پنزیاس، ۹۰، فیزیک‌دان اهل ایالات متحده آمریکا و برنده جایزه نوبل فیزیک.

### ۲۳
- فرانک فاریان، ۸۲، ترانه‌سرا و تهیه‌کننده موسیقی اهل آلمان.
- یان بوخارت، ۶۶، دوچرخه‌سوار اهل بلژیک.
- ملانی سفکا، ۷۶، خواننده اهل ایالات متحده آمریکا.

### ۲۴
- ان اسکات مامدی، ۸۹، نویسنده اهل ایالات متحده آمریکا.
- جسی جین، ۴۳، بازیگر اهل ایالات متحده آمریکا.

### ۲۶
- ریچارد هاوارد، ۷۹، بازیگر اهل بریتانیا.

### ۲۸
- لوئیس تآدا، ۴۱، بازیکن فوتبال اهل پاناما.

### ۲۹
- اکتور سانابریا، ۷۸، بازیکن فوتبال اهل مکزیک.

### ۳۰
- چیتا ریورا، ۹۱، هنرپیشه اهل ایالات متحده آمریکا.

### ۳۱
- هاینز سیمت، ۷۹، بازیکن فوتبال اهل آلمان.

## فوریه

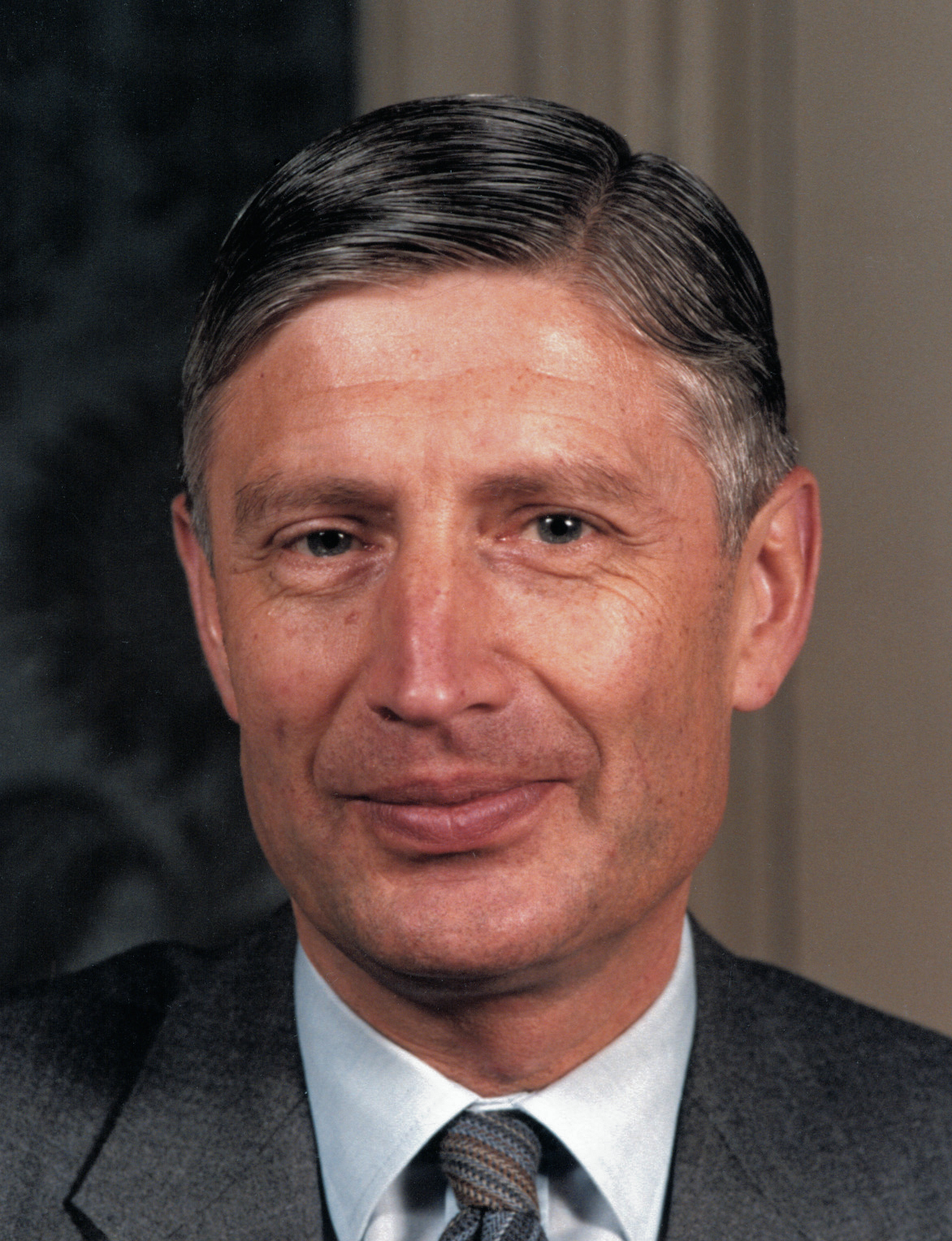
دریس فان آخت

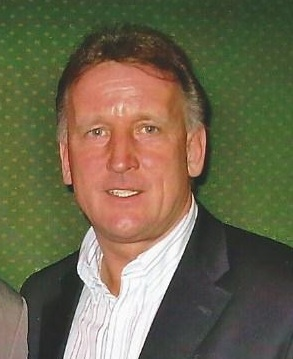
آندریاس برمه

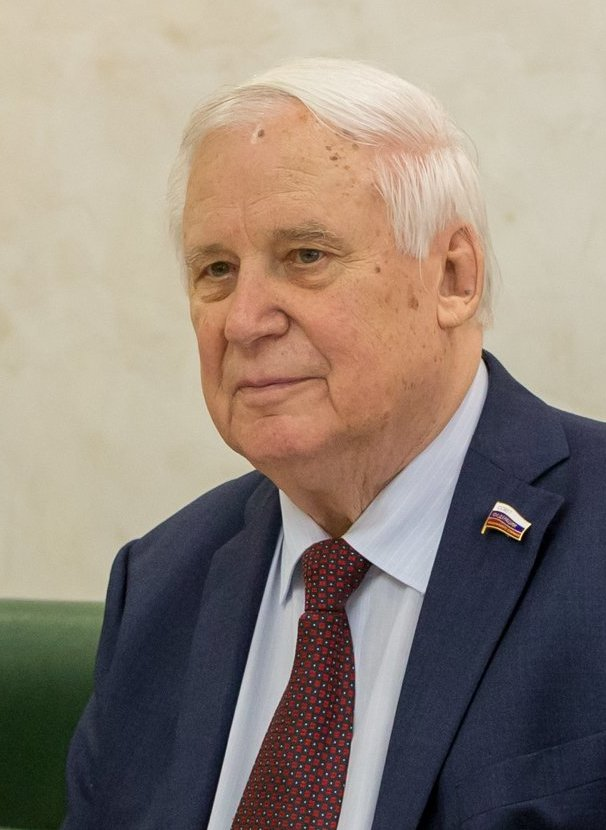
نیکولای ریژکوف

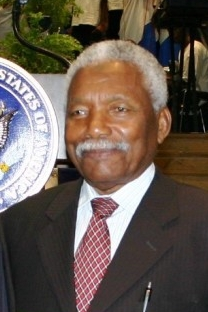
علی حسن موینی

### ۱
- کارل ودرز، ۷۶، بازیگر و بازیکن ان‌اف‌ال اهل ایالات متحده آمریکا.
- گارث مانتون، ۹۴، قایقران روئینگ اهل استرالیا.
- بورکارد پاپ، ۹۱، بازیکن فوتبال اهل آلمان.
- میشل ژازی، ۸۷، دوندهٔ اهل فرانسه.

### ۲
- دان مری، ۹۴، بازیگر، کارگردان، فیلم‌نامه‌نویس و تهیه‌کنندهٔ اهل ایالات متحده آمریکا.
- کلادیو ریسی، ۶۷، بازیگر و کارگردان اهل آرژانتین.

### ۳
- النا روخو، ۷۹، بازیگر، اهل مکزیک.

### ۴
- هاگه گینگوب، ۸۲، سیاستمدار اهل نامیبیا.
- کرت همرین، ۸۹، بازیکن فوتبال اهل سوئد.

### ۵
- دریس فان آخت، ۹۳، سیاستمدار و دیپلمات اهل هلند.
- تسوتومو هاناهارا، ۸۴، کشتی‌گیر اهل ژاپن.

### ۶
- میگل آنخل گونزالس سوارز، ۷۶، بازیکن فوتبال اهل اسپانیا.
- جان بروتون، ۷۶، سیاستمدار اهل جمهوری ایرلند.
- سباستین پینیه‌را، ۷۴، سیاستمدار اهل شیلی.
- آنتونی اپستین، ۱۰۲، استاد دانشگاه و آسیب‌شناس اهل بریتانیا.
- هراند آیوازیان، ۵۴، سیاستمدار اهل ارمنستان.

### ۹
- روبرت بدنتر، ۹۵، وکیل و سیاستمدار اهل فرانسه.
- رولاند گریپ، ۸۳، بازیکن فوتبال اهل سوئد.

### ۱۰
- ادوارد لواسا، ۷۰، سیاستمدار اهل تانزانیا.
- ای. دیوک وینسنت، ۹۱، تهیه کنندهٔ اهل ایالات متحده آمریکا.

### ۱۲
- سم مرسر، ۶۹، تهیه کنندهٔ اهل ایالات متحده آمریکا.
- هنک بوس، ۸۳، تاریخ‌نگار ریاضیات اهل هلند.

### ۱۳
- روبر وارناژو، ۹۴، دوچرخه‌سوار اهل فرانسه.

### ۱۴
- ساشا مونته‌نگرو، ۷۸، بازیگر اهل مکزیک.

### ۱۵
- کاگنی لین کارتر، ۳۶، بازیگر اهل ایالات متحده آمریکا.

### ۱۶
- آلکسی ناوالنی، ۴۷، حقوقدان، رهبر اپوزیسیون و زندانی سیاسی اهل روسیه.
- ایان مک‌میلان، ۹۳، بازیکن فوتبال اهل اسکاتلند.
- خورخه تورو، ۸۵، بازیکن فوتبال اهل شیلی.

### ۱۷
- لوان تدیاشویلی، ۷۵، کشتی‌گیر اهل گرجستان.
- روبرتا ماررو، ۵۲، خواننده و بازیگر اهل اسپانیا.
- یاپ اودکرک، ۸۶، ورزشکار دوچرخه‌سواری پیست اهل هلند.

### ۱۸
- تونی گانیوس، ۶۴، کارگردان، تهیه کننده و بازیگر اهل ایالات متحده آمریکا.
- دولتمند خالف، ۷۳، خواننده و نوازنده اهل تاجیکستان.

### ۱۹
- یان آسمان، ۸۵، باستان‌شناس اهل آلمان.

### ۲۰
- آندریاس برمه، ۶۳، بازیکن فوتبال اهل آلمان.
- آنفین کالسبرگ، ۷۶، سیاستمدار اهل جزایر فارو.
- یوکو یاماموتو، ۸۱، بازیگر اهل ژاپن.
- واسیل دیبا، ۶۹، قایقران اهل رومانی.

### ۲۱
- روژه گیمن، ۱۰۰، زیست‌شناس و عصب‌شناس آمریکایی-فرانسوی‌تبار و برندهٔ جایزه نوبل فیزیولوژی و پزشکی.

### ۲۲
- آرتور ژورژه، ۷۸، بازیکن و مربی فوتبال اهل پرتغال.
- پردیس افکاری، ۶۰، بازیگر اهل ایران.

### ۲۳
- کریس گاوتیر، ۴۸، بازیگر اهل کانادا.

### ۲۴
- پرویز ربیعی، ۸۴، دوبلور اهل ایران.
- استن بوولز، ۷۵، بازیکن فوتبال اهل انگلستان.

### ۲۶
- جیکوب روتشیلد، ۸۷، سیاستمدار و بانکدار اهل بریتانیا.

### ۲۷
- ریچارد لویس، ۷۶، بازیگر اهل ایالات متحده آمریکا.

### ۲۸
- ویرجیل، ۷۲، کشتی‌گیر اهل ایالات متحده آمریکا.
- نیکولای ریژکوف، ۹۴، سیاستمدار اهل روسیه.

### ۲۹
- پائولو تاویانی، ۹۲، کارگردان و فیلم‌نامه‌نویس اهل ایتالیا.
- علی حسن موینی، ۹۸، سیاستمدار اهل تانزانیا.
- برایان مالرونی، ۸۴، سیاستمدار اهل کانادا.

## مارس

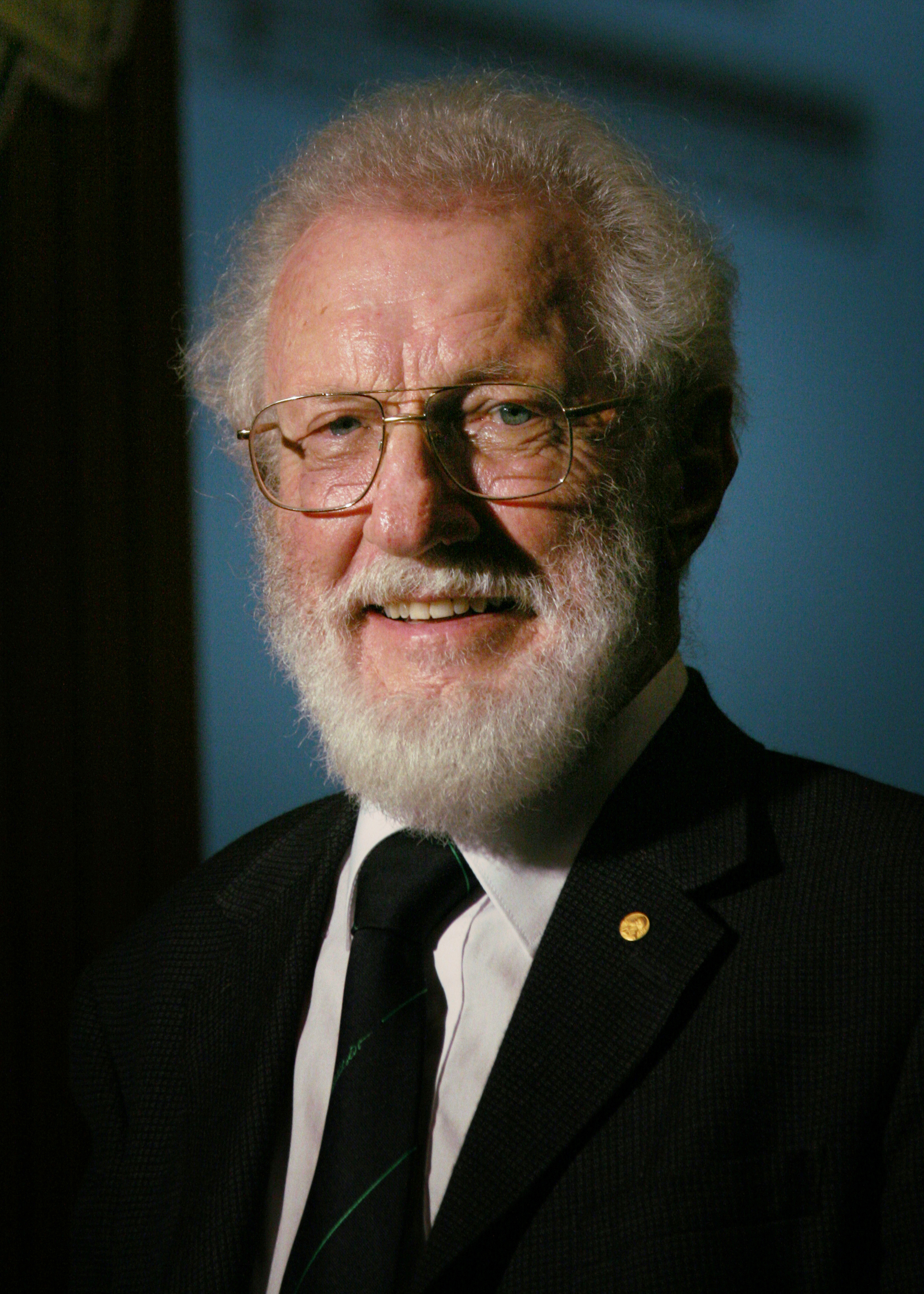
هربرت کرومر

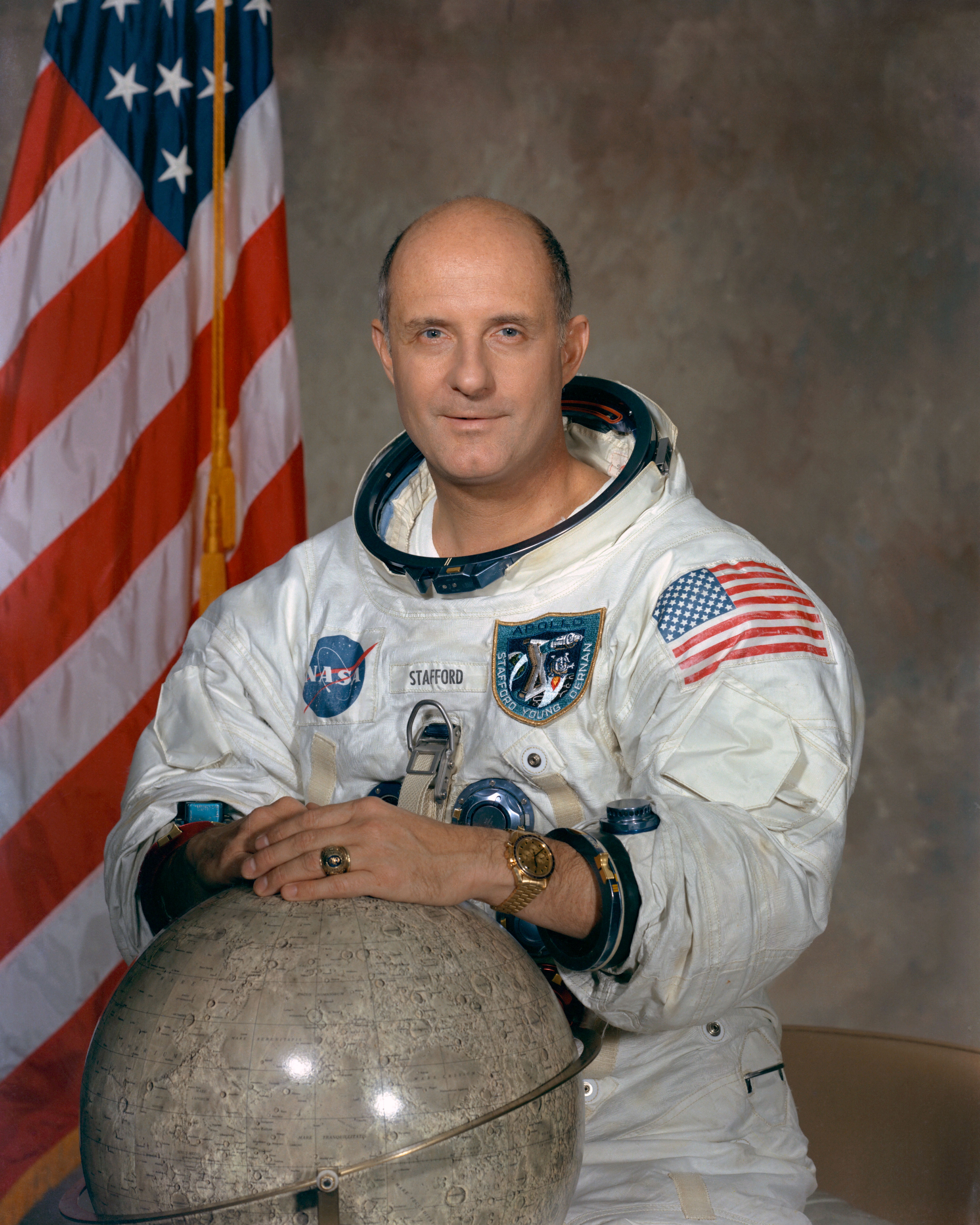
توماس استافورد

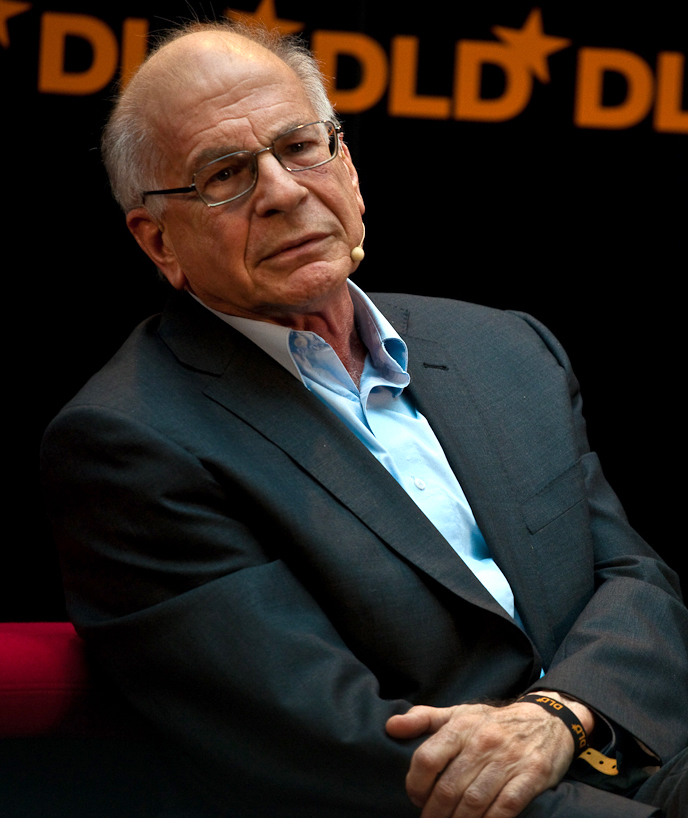
دنیل کانمن

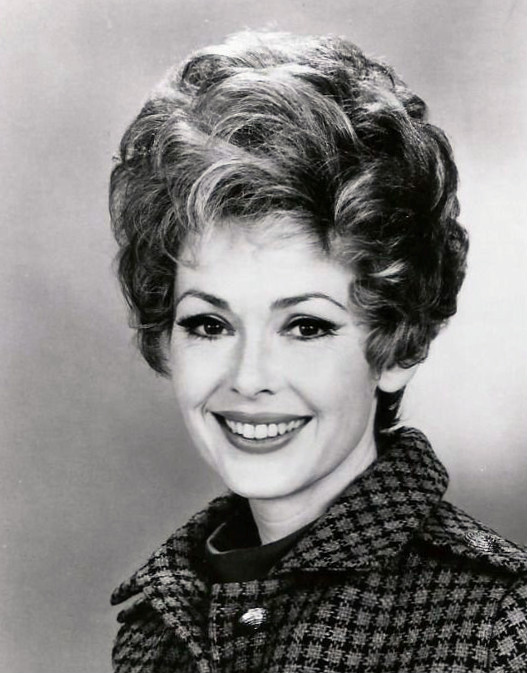
باربارا راش

### ۱
- آکیرا توریاما، ۶۸، نویسنده مانگا و طراح شخصیت اهل ژاپن.
- دیوید بوردول، ۷۷، نظریه پرداز و تاریخ‌نگار اهل ایالات متحده آمریکا.

### ۲
- تیم اکلستون، ۷۶، مربی و بازیکن هاکی روی یخ اهل کانادا.

### ۳
- آگبیومه کدجو، ۶۹، سیاستمدار اهل توگو.

### ۴
- کیس ریجورس، ۹۷، بازیکن و مربی فوتبال اهل هلند.

### ۶
- مارتین ندانگو-ابنگا، ۵۷، بوکسور اهل کامرون.

### ۸
- هربرت کرومر، ۹۵، فیزیک‌دان آمریکایی زاده آلمان و برنده جایزه نوبل فیزیک.
- رامیا وانیگاسکارا، ۷۳، بازیگر اهل سری‌لانکا.

### ۹
- حمید بهبهانی، ۸۳، سیاستمدار اهل ایران.
- انتاناس باگدوناویشیوس، ۸۵، ورزشکار روئینگ اهل لیتوانی.
- گی تووران، ۷۴، نوازنده اهل فرانسه.

### ۱۰
- مروان عیسی، ۵۹، نظامی اهل فلسطین.

### ۱۱
- محمد برکات، ۳۹، بازیکن فوتبال اهل فلسطین.

### ۱۵
- ماریا خفالیبوگ، ۹۱، بازیگر اهل لهستان.

### ۱۸
- توماس استافورد، ۹۳، فضانورد اهل ایالات متحده آمریکا.
- رون باینهام، ۹۴، بازیکن فوتبال اهل انگلستان.

### ۱۹
- ام. امت والش، ۸۸، بازیگر اهل ایالات متحده آمریکا.

### ۲۰
- فرامرز اصلانی، ۷۸، خواننده و آهنگساز اهل ایران.
- ورنر وینج، ۷۹، نویسنده، مهندس و ریاضی‌دان اهل ایالات متحده آمریکا.
- فیرمین ماتیس، ۹۴، اسکی باز اهل فرانسه.

### ۲۲
- پیتر بنت، ۷۷، بازیکن فوتبال اهل بریتانیا.

### ۲۳
- سیلویا تورتوسا، ۷۷، بازیگر اهل اسپانیا.

### ۲۵
- فریتز وپر، ۸۲، بازیگر اهل آلمان.
- هومفری کمپل، ۶۶، خواننده سورینامی-هلندی.

### ۲۶
- ریچارد سرا، ۸۵، هنرمند اهل ایالات متحده آمریکا.
- زهرا شجاعی، ۶۸، سیاستمدار اهل ایران.

### ۲۷
- دنیل کانمن، ۹۰، روان‌شناس و اقتصاددان آمریکایی-اسرائیلی و برندهٔ جایزه نوبل اقتصاد.
- جو لیبرمن، ۸۲، سیاستمدار اهل ایالات متحده آمریکا.

### ۲۹
- پتر یوهاس، ۷۵، بازیکن فوتبال اهل مجارستان.
- لوئیس گوست جونیور، ۸۷، بازیگر اهل ایالات متحده آمریکا.

### ۳۰
- بیل دلهانت، ۸۲، وکیل و سیاستمدار اهل ایالات متحده آمریکا.

### ۳۱
- باربارا راش، ۹۷، بازیگر اهل ایالات متحده آمریکا.

## آوریل

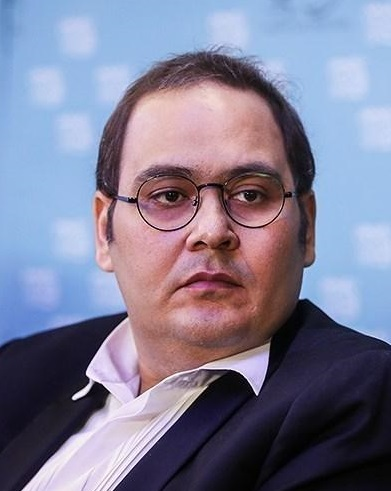
رضا داوودنژاد

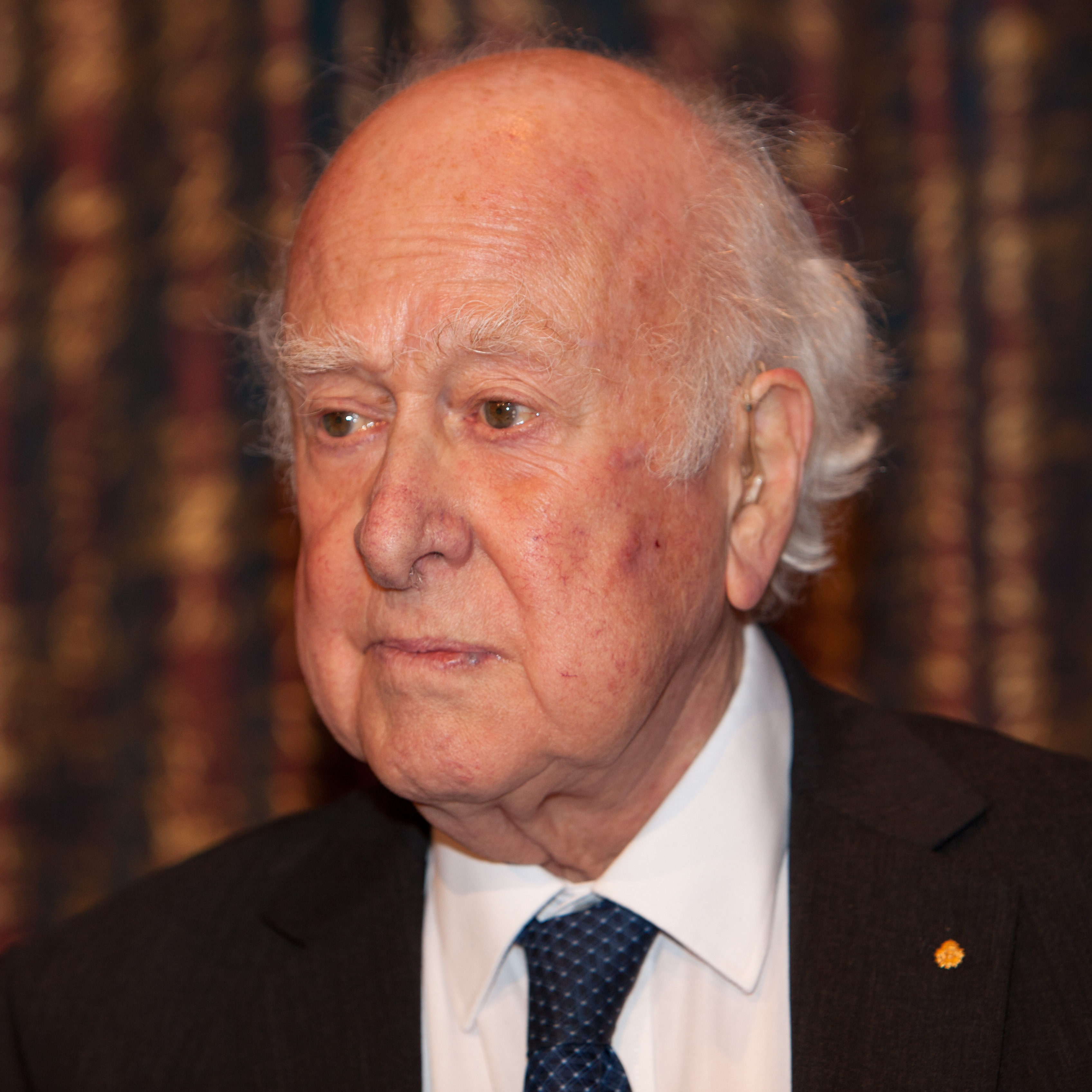
پیتر هیگز

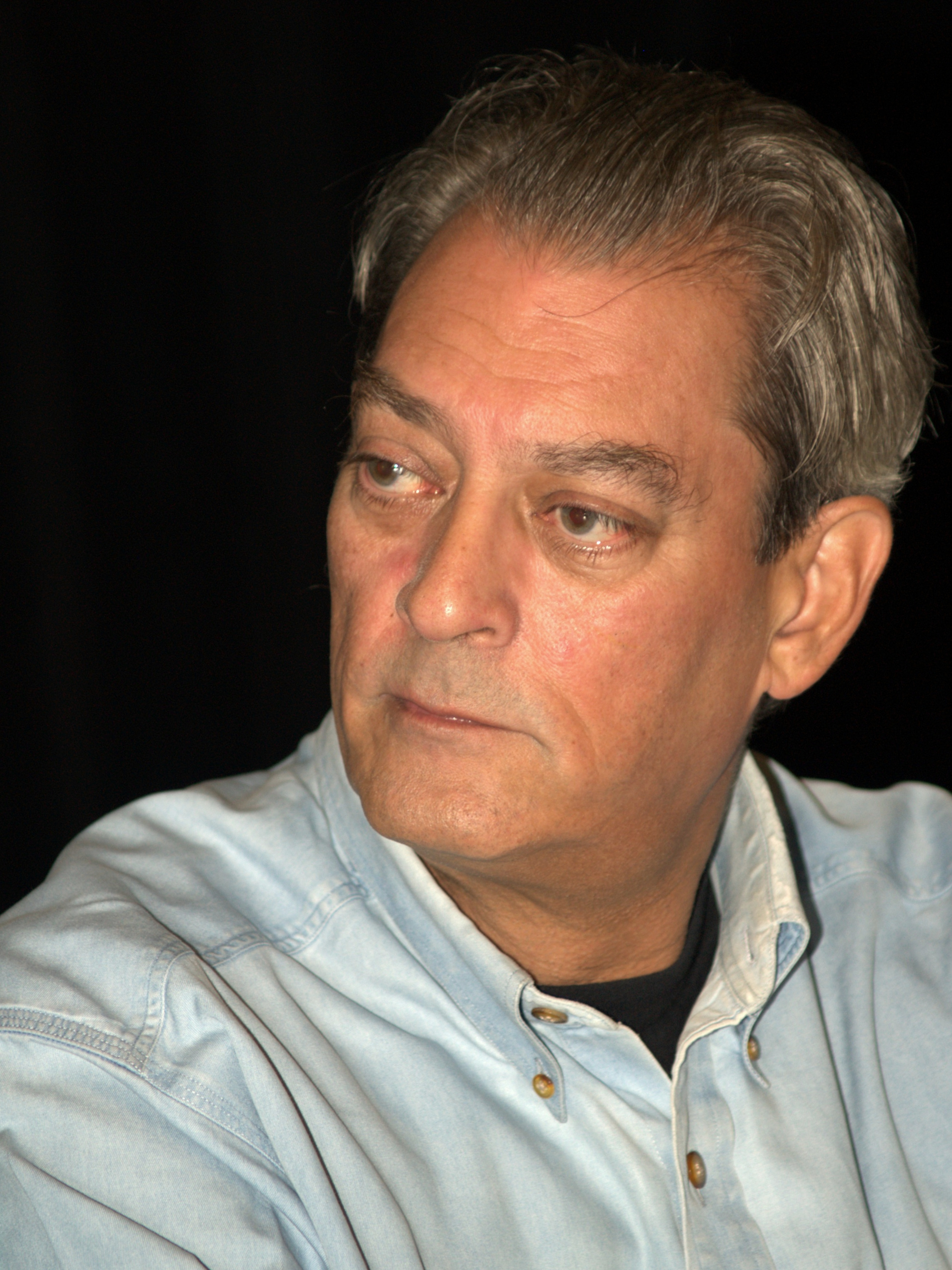
پل استر

### ۱
- رضا داوودنژاد، ۴۳، بازیگر اهل ایران.
- جو فلاهرتی، ۸۲، بازیگر اهل ایالات متحده آمریکا.

### ۲
- ماریز کنده، ۹۰، رمان‌نویس اهل فرانسه.
- ولکو بولائیچ، ۹۶، کارگردان و فیلم‌نامه‌نویس اهل کرواسی.
- کریستوفر دورانگ، ۷۵، نمایش‌نامه‌نویس اهل ایالات متحده آمریکا.
- جان بارت، ۹۳، نویسنده و رمان‌نویس اهل ایالات متحده آمریکا.

### ۳
- شاندور مولر، ۷۵، بازیکن فوتبال اهل مجارستان.
- آلبرت هیت، ۸۸، آهنگساز،  موسیقی‌دان و تهیه‌کننده موسیقی اهل ایالات متحده آمریکا.

### ۴
- ویتاتو ژیلینسکای، ۹۳، نویسنده اهل لیتوانی.
- بروس کسلر، ۸۸، اتومبیل ران فرمول ۱ و کارگردان اهل ایالات متحده آمریکا.

### ۵
- محمد دیون، ۶۴، سیاستمدار اهل سنگال.

### ۶
- آکه‌بونو تارو، ۵۴، کشتی‌گیر سومو اهل ایالات متحده آمریکا.
- چادویک ای. تولمان، ۸۵، دانشمند اهل ایالات متحده آمریکا.
- گرهارد ولز، ۷۹، بازیکن فوتبال اهل آلمان.

### ۷
- جو کیننیر، ۷۷، بازیکن فوتبال و مربی فوتبال اهل جمهوری ایرلند.

### ۸
- پیتر هیگز، ۹۴، فیزیک‌دان اهل انگلستان و برنده جایزه نوبل فیزیک.

### ۹
- خائیمه د آرمینیان، ۹۷، کارگردان و فیلم‌نامه‌نویس اهل اسپانیا.
- تونی مورگان، ۹۲، قایقران و بازیگر اهل بریتانیا.

### ١٠
- او.جی. سیمپسون، ۷۶، بازیکن فوتبال و بازیگر اهل ایالات متحده آمریکا.

### ۱۱
- آنتون فلشار، ۷۹، بازیکن فوتبال اهل چکسلواکی.

### ۱۲
- روبرتو کاوالی، ۸۳، کارآفرین و طراح مد اهل ایتالیا.

### ۱۳
- جان وارنابی، ۶۳، بازیگر اهل بریتانیا.

### ۱۵
- یوسیپ مانولیچ، ۱۰۴، سیاستمدار اهل کرواسی.
- برند هولتسنباین، ۷۸، بازیکن فوتبال اهل آلمان.
- منصف الحداوی، ۵۹، بازیکن فوتبال اهل مراکش.

### ۱۶
- رابرت مریهو آدامز، ۸۶، فیلسوف اهل ایالات متحده آمریکا.
- بوشکو پرودانوویچ، ۸۰، بازیکن فوتبال اهل صربستان.
- داراکیش، ۸۱، کارگردان و بازیگر اهل هند.

### ۱۷
- پر هنریکسن، ۷۲، بازیکن فوتبال اهل نروژ.

### ۱۸
- اسپنسر میلگن، ۸۶، بازیگر اهل ایالات متحده آمریکا.
- کیکو یاماموتو، ۸۰، صدا پیشه اهل ژاپن.
- پرویز داودی، ۷۱، سیاستمدار اهل ایران.

### ۱۹
- دانیل دنت، ۸۲، فیلسوف و نویسنده اهل ایالات متحده آمریکا.
- مارکوس ریواس، ۷۶، بازیکن فوتبال اهل مکزیک.
- نائومی، ۴۶، خواننده، ترانه سرا و بازیگر اهل رومانی.

### ۲۰
- گدیمیناس کیرکیلاس، ۷۲، سیاستمدار اهل لیتوانی.

### ۲۲
- میشائیل فرهوفن، ۸۵، کارگردان فیلم اهل آلمان.
- چارلی هرلی، ۸۷، بازیکن فوتبال اهل ایرلند.
- هانا بریکووا، ۷۷، بازیگر اهل جمهوری چک.

### ۲۳
- رو جای-بونگ، ۸۸، سیاستمدار اهل کره جنوبی.
- تری کارتر، ۹۵، بازیگر اهل ایالات متحده آمریکا.

### ۲۴
- مارگارت لی، ۸۰، بازیگر اهل بریتانیا.

### ۲۵
- لوران کانته، ۶۳، کارگردان اهل فرانسه.
- مارلا آدامز، ۸۵، بازیگر اهل ایالات متحده آمریکا.

### ۲۷
- کریستوفر جان سانسوم، ۷۱، نویسنده و مؤلف اهل بریتانیا.

### ۲۸
- ژیلبرتو نولتی، ۸۲، بازیکن فوتبال اهل ایتالیا.

### ۲۹
- میخایلو فومنکو، ۷۵، بازیکن فوتبال اهل اوکراین.

### ۳۰
- پل استر، ۷۷، نویسنده، فیلم‌نامه‌نویس، شاعر و مترجم اهل ایالات متحده آمریکا.

## مه

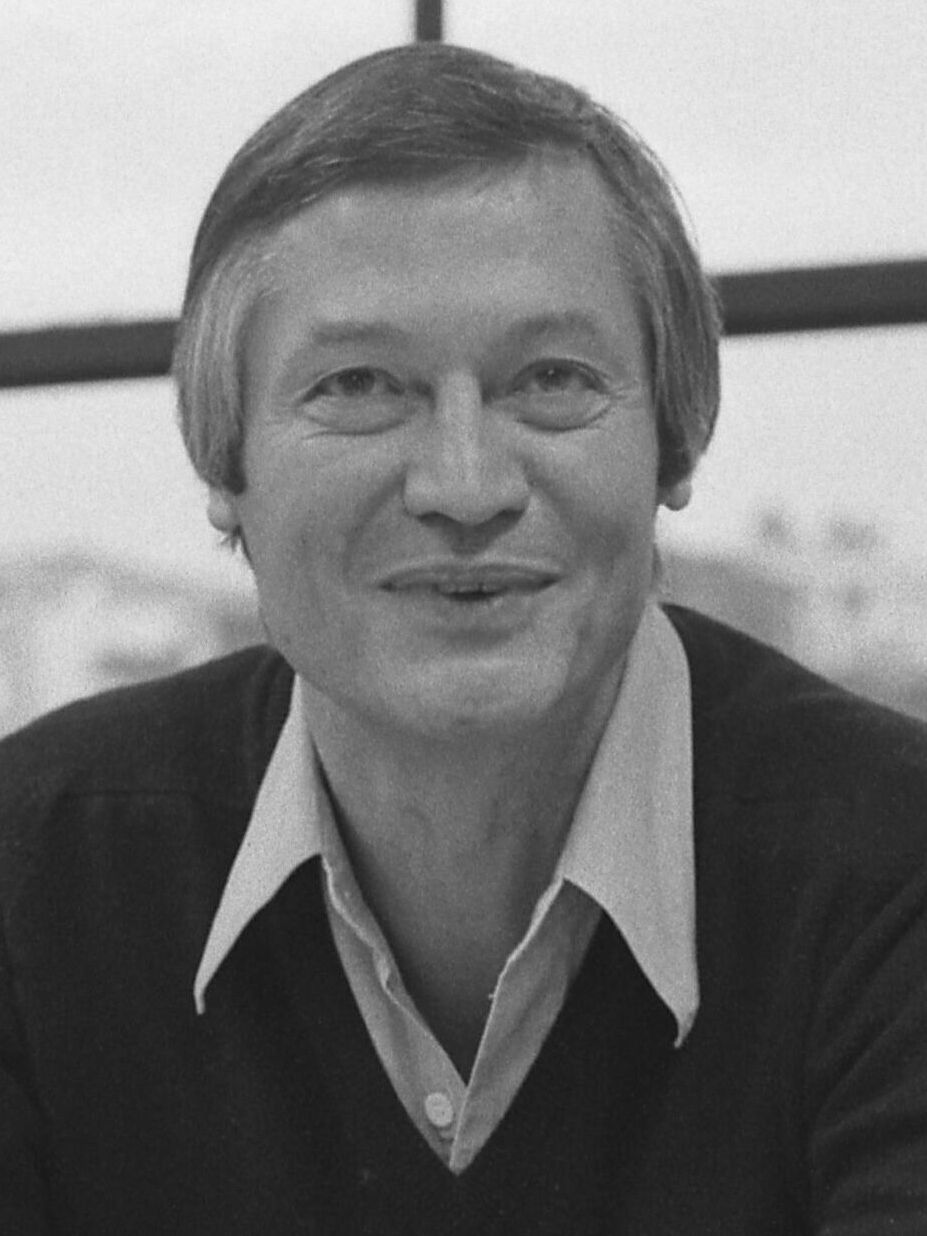
راجر کورمن

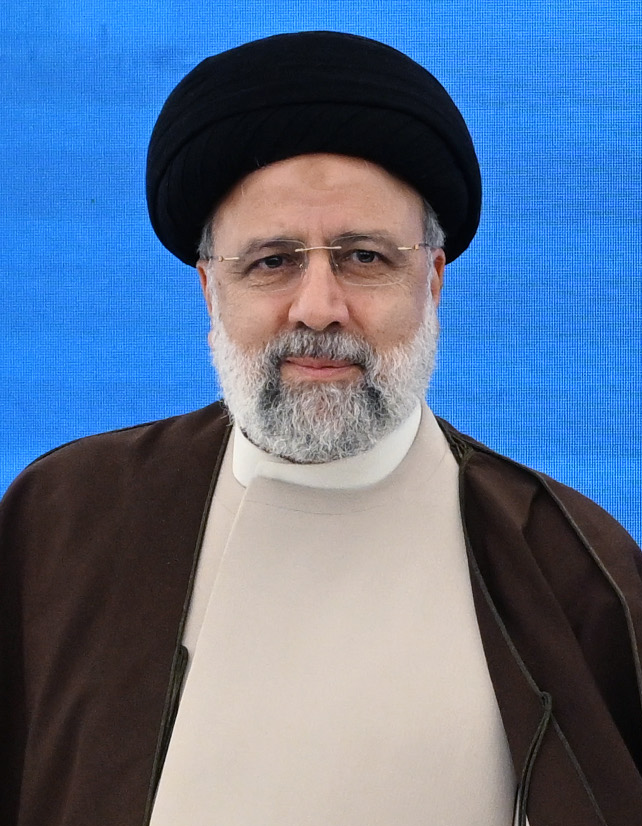
سید ابراهیم رئیسی

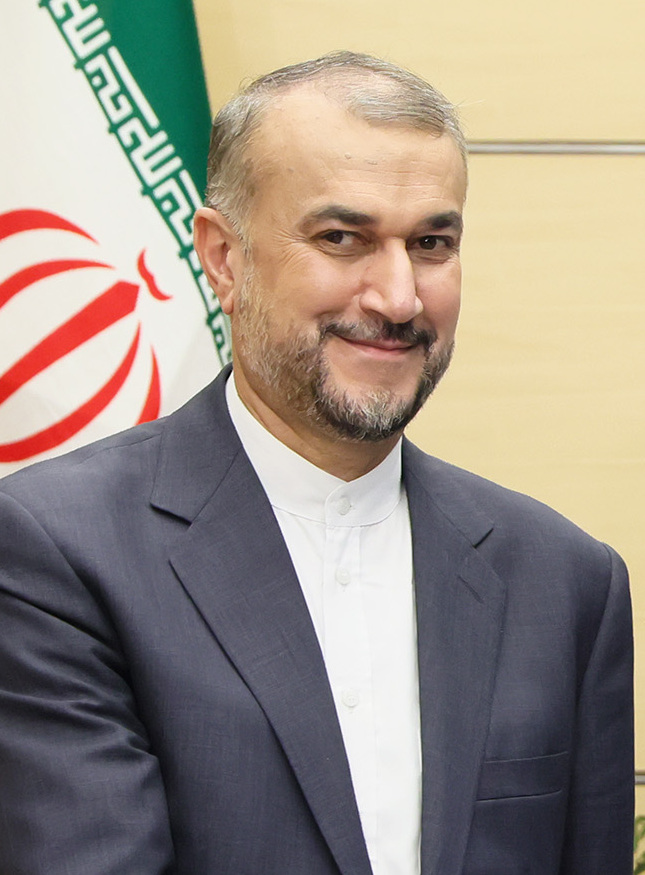
حسین امیرعبداللهیان

### ۱
- یان ملور، ۷۴، بازیکن فوتبال اهل بریتانیا.
- تری مدوین، ۹۱، بازیکن فوتبال اهل ولز.

### ۲
- درک فورستر، ۷۵، بازیکن فوتبال اهل بریتانیا.

### ۳
- ایمریو ماسینان، ۸۷، دوچرخه سوار اهل ایتالیا.

### ۴
- داگوبرتو فونتس، ۸۰، بازیکن فوتبال اهل اروگوئه.

### ۵
- برنارد هیل، ۷۹، بازیگر سینما و تلویزیون اهل انگلستان.
- اولکساندر پیلیشنکو، ۳۰، وزنه‌بردار اهل اوکراین.
- سزار لوییس منوتی، ۸۵، بازیکن و مربی فوتبال اهل آرژانتین.

### ۶
- ایان گلدر، ۷۴، بازیگر سینما و تلویزیون اهل انگلستان.

### ۷
- کیم کی نام، ۹۴، سیاستمدار اهل کره شمالی.

### ۸
- ویو بازبی، ۷۴، بازیکن فوتبال اهل بریتانیا.

### ٩
- راجر کورمن، ۹۸، کارگردان، بازیگر، فیلم‌نامه‌نویس و تهیه‌کننده اهل ایالات متحده آمریکا.

### ۱۰
- باربارا ناوراتوویچ، ۹۱، بازیگر و مجری رادیویی اهل لهستان.

### ۱۳
- آلیس مونرو، ۹۲، نویسنده اهل کانادا و برنده جایزه نوبل ادبیات.

### ۱۴
- مارک ولز، ۶۶، بازیکن هاکی روی یخ اهل ایالات متحده آمریکا.
- فابیان کانسلاریچ، ۵۸، بازیکن فوتبال اهل آرژانتین.

### ۱۶
- دابنی کلمن، ۹۲، بازیگر اهل ایالات متحده آمریکا.
- جان براون، ۷۶، بازیکن فوتبال اهل بریتانیا.

### ۱۷
- هیده‌یوکی اومه‌زو، ۶۸، بازیگر و صدا پیشه اهل ژاپن.
- زهرا حاتمی، ۷۶، بازیگر اهل ایران.

### ۱۸
- فرد روس، ۸۹، تهیه کننده و فیلم‌نامه‌نویس اهل ایالات متحده آمریکا.

### ۱۹
سانحه سقوط بالگرد رییس جمهور ایران 
- سید ابراهیم رئیسی، ۶۳، سیاستمدار و رئیس جمهور ایران.
- حسین امیرعبداللهیان، ۶۰، سیاستمدار، دیپلمات و وزیر امور خارجه ایران.
- مالک رحمتی، ۴۲، استاندار آذربایجان شرقی و قائم‌مقام سابق آستان قدس رضوی اهل ایران.
- سید محمدعلی آل‌هاشم، ۶۱، نماینده ولی‌فقیه آذربایجان شرقی و امام جمعه تبریز اهل ایران.
- سایر مناطق
- کواسی کلوتس، ۷۸، سیاستمدار اهل توگو.

### ۲۰
- کارل-هاینتس شنلینگر، ۸۵، بازیکن فوتبال اهل آلمان.
- ایوان بوسکی، ۸۷، معامله‌گر سهام اهل ایالات متحده آمریکا.

### ۲۲
- داریل هیکمن، ۹۲، بازیگر و صدا پیشه اهل ایالات متحده آمریکا.

### ۲۳
- کلیب کار، ۶۸، نویسنده و تاریخ‌نگار اهل ایالات متحده آمریکا.
- جان بوردمن، ۹۶، باستان شناس و مورخ اهل بریتانیا.
- مورگان اسپرلاک، ۵۳، فیلم‌نامه‌نویس، کارگردان فیلم و روزنامه‌نگار اهل ایالات متحده آمریکا.

### ۲۴
- یان کاچر، ۸۷، بازیگر و کارگردان اهل جمهوری چک.

### ٢۵
- ریچارد ام. شرمن، ۹۵، موسیقی‌دان اهل ایالات متحده آمریکا.
- آلبر اس. رودی، ۹۴، تهیه‌کننده فیلم و فیلم‌نامه‌نویس اهل کانادا.

### ۲۹
- جان برنساید، ۶۹، نویسنده اهل اسکاتلند.

### ۳۰
- تروور ادواردز، ۸۷، بازیکن فوتبال اهل ولز.

### ۳۱
- آمارال، ۶۹، بازیکن فوتبال اهل برزیل.

## ژوئن

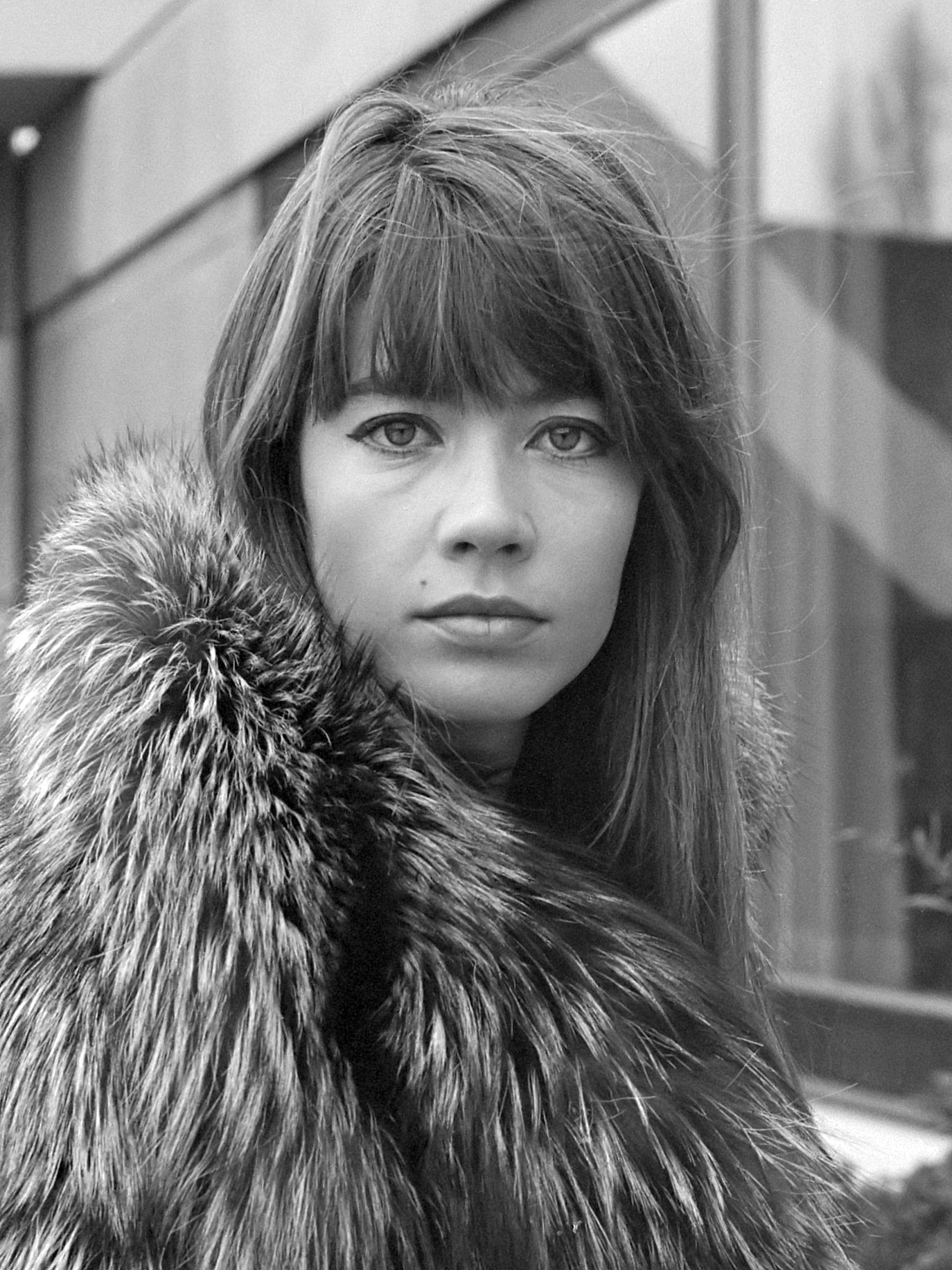
فرانسواز اردی

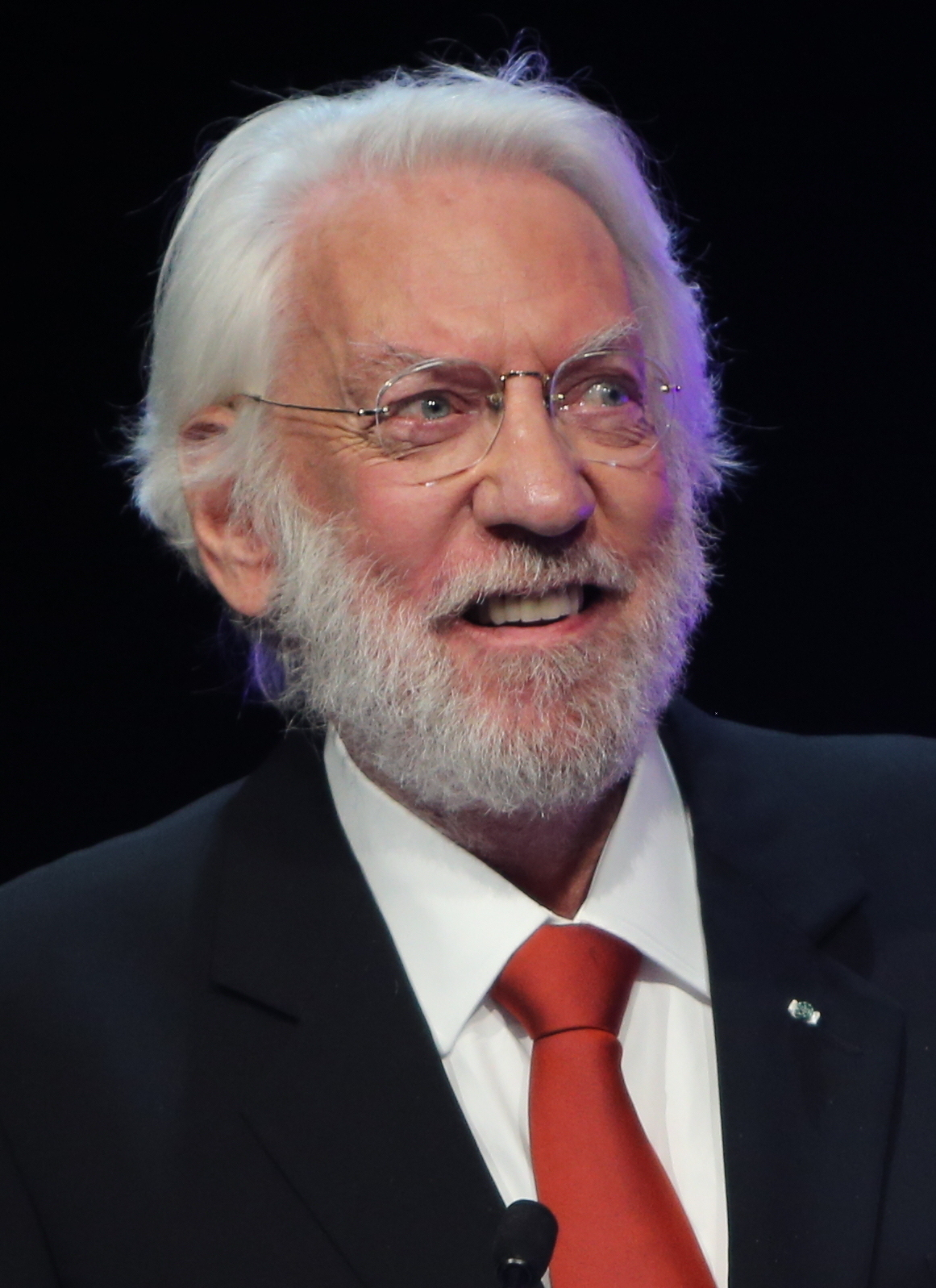
دونالد ساترلند

### ۱
- هری ون هوف، ۸۱، آهنگساز، رهبر ارکستر و تنظیم کننده موسیقی اهل هلند.
- روت ماریا کوبیچک، ۹۲، بازیگر اهل آلمان.
- فیلیپ لروآ، ۹۳، بازیگر اهل فرانسه.
- آرتور چیلینگاروف، ۸۴، سیاستمدار اهل ارمنستان-روسیه.
- اریش اندرسون، ۶۷، بازیگر اهل ایالات متحده آمریکا.

### ۲
- دیوید لوی، ۸۶، سیاستمدار اهل اسرائیل.
- جنیس پیج، ۱۰۱، بازیگر و خواننده اهل ایالات متحده آمریکا.

### ۳
- بریگیته بیرلاین، ۷۴، وکیل و سیاستمدار اهل اتریش.
- ویلیام راسل، ۹۹، بازیگر اهل بریتانیا.

### ۵
- مایکل موزلی، ۶۷، روزنامه‌نگار، تهیه کننده و مجری تلویزیونی و رادیویی اهل بریتانیا.
- رزالینا نری، ۹۶، بازیگر اهل ایتالیا.

### ۶
- جوزف هاردی، ۹۵، کارگردان اهل ایالات متحده آمریکا.

### ۷
- ویلیام آندرس، ۹۰، فضانورد اهل ایالات متحده آمریکا.

### ۹
- مارژنا کیپیل-شتوکا، ۵۸، بازیگر اهل لهستان.
- لین کانوی، ۸۶، مهندس کامپیوتر و زن ترنس اهل ایالات متحده آمریکا.
- میخائیل کولیوشف، ۸۱، دوچرخه‌سوار اهل اتحاد جماهیر شوروی.
- یوشیکو کوگا، ۹۳، بازیگر اهل ژاپن.

### ۱۰
- ویلی کارلین، ۸۳، بازیکن فوتبال اهل بریتانیا.

### ۱۱
- بری باتلر، ۶۲، بازیکن فوتبال اهل بریتانیا.
- تونی لو بیانکو، ۸۷، بازیگر اهل ایالات متحده آمریکا.
- فرانسواز اردی، ۸۰، خواننده و بازیگر اهل فرانسه.
- تری آلکاک، ۸۸، بازیکن فوتبال اهل بریتانیا.

### ۱۲
- جری وست، ۸۶، بازیکن بسکتبال اهل ایالات متحده آمریکا.
- فرناندو ژوزه دی فرانکا دیاز ون-دونم، ۸۹، سیاستمدار اهل آنگولا.

### ۱۳
- تامی بنکس، ۹۴، بازیکن فوتبال اهل انگلستان.
- خورخه لوکه، ۸۸، دوچرخه‌سوار اهل کلمبیا.

### ۱۴
- تریگو رینسکویگ، ۹۳، دانشمند در زمینهٔ علوم رایانه اهل نروژ.

### ۱۵
- کوین کمبل، ۵۴، بازیکن فوتبال اهل انگلستان.
- ماتیا سارکیچ، ۲۶، بازیکن فوتبال اهل مونته‌نگرو.
- جادالله عزوز الطلحی، ۸۵، سیاستمدار و دیپلمات اهل لیبی.

### ۱۶
- ایوانز ایوانز، ۹۱، بازیگر اهل ایالات متحده آمریکا.

### ۱۸
- استویان اندوف، ۸۸، سیاستمدار اهل مقدونیه شمالی.
- فرانیو ولادیچ، ۷۳، بازیکن فوتبال اهل یوگسلاوی.
- آنوک امه، ۹۲، بازیگر اهل فرانسه.

### ۱۹
- کاتسوئه میوا، ۸۰، صدا پیشه اهل ژاپن.
- لوکا ترویسان، ۵۲، دانشمند در زمینهٔ علوم رایانه اهل ایتالیا.
- توران شهریاری، ۹۲، شاعر اهل ایران.

### ۲۰
- دونالد ساترلند، ۸۸، بازیگر اهل کانادا.
- گورام کوستاوا، ۸۷، شمشیرباز اهل اتحاد جماهیر شوروی.
- تیلور ویلی، ۵۶، ورزشکار و بازیگر اهل ایالات متحده آمریکا.
- دیه‌گو اریولا، ۶۲، بازیکن فوتبال اهل اسپانیا.
- چیهارو اوگیوارا، ۶۷، بوکسور اهل ژاپن.

### ۲۲
- پیتر کواچ، ۶۴، ژیمناست اهل مجارستان.

### ۲۳
- اوگو ویانوئوا، ۸۵، بازیکن فوتبال اهل شیلی.

### ۲۴
- سوزانا رویز سروتی، ۸۳، وکیل، حقوق‌دان و دیپلمات اهل آرژانتین.
- آنا دمیتریوا، ۸۳، تنیس‌باز اهل روسیه.

### ۲۵
- محمد عارف، ۳۸، بازیکن فوتبال اهل مالدیو.

### ۲۶
- تایکی ماتسونو، ۵۶، بازیگر و صدا پیشه اهل ژاپن.
- یاشار یاکیش، ۸۵، سیاستمدار اهل ترکیه.

### ۲۷
- مارتین مول، ۸۰، بازیگر اهل ایالات متحده آمریکا.

### ۲۸
- ایو اربر، ۷۸، بازیکن فوتبال اهل فرانسه.
- محمد عثمان جواری، ۷۸، سیاستمدار اهل سومالی.

### ۳۰
- ماریا رزاریا اوماجو، ۷۰، بازیگر و نویسنده اهل ایتالیا.
- ژیلبر دسمه، ۹۳، دوچرخه‌سوار اهل بلژیک.

## ژوئیه

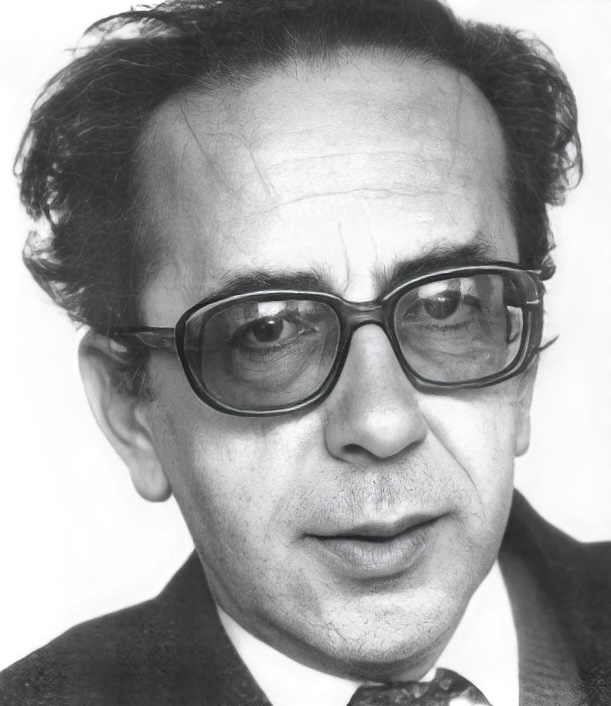
اسماعیل کاداره

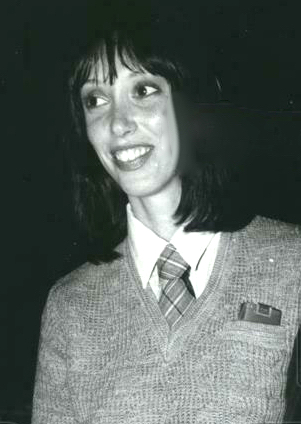
شلی دووال

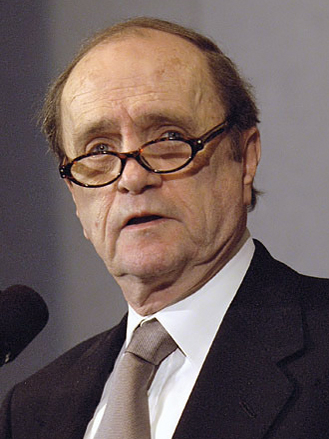
باب نیوهارت

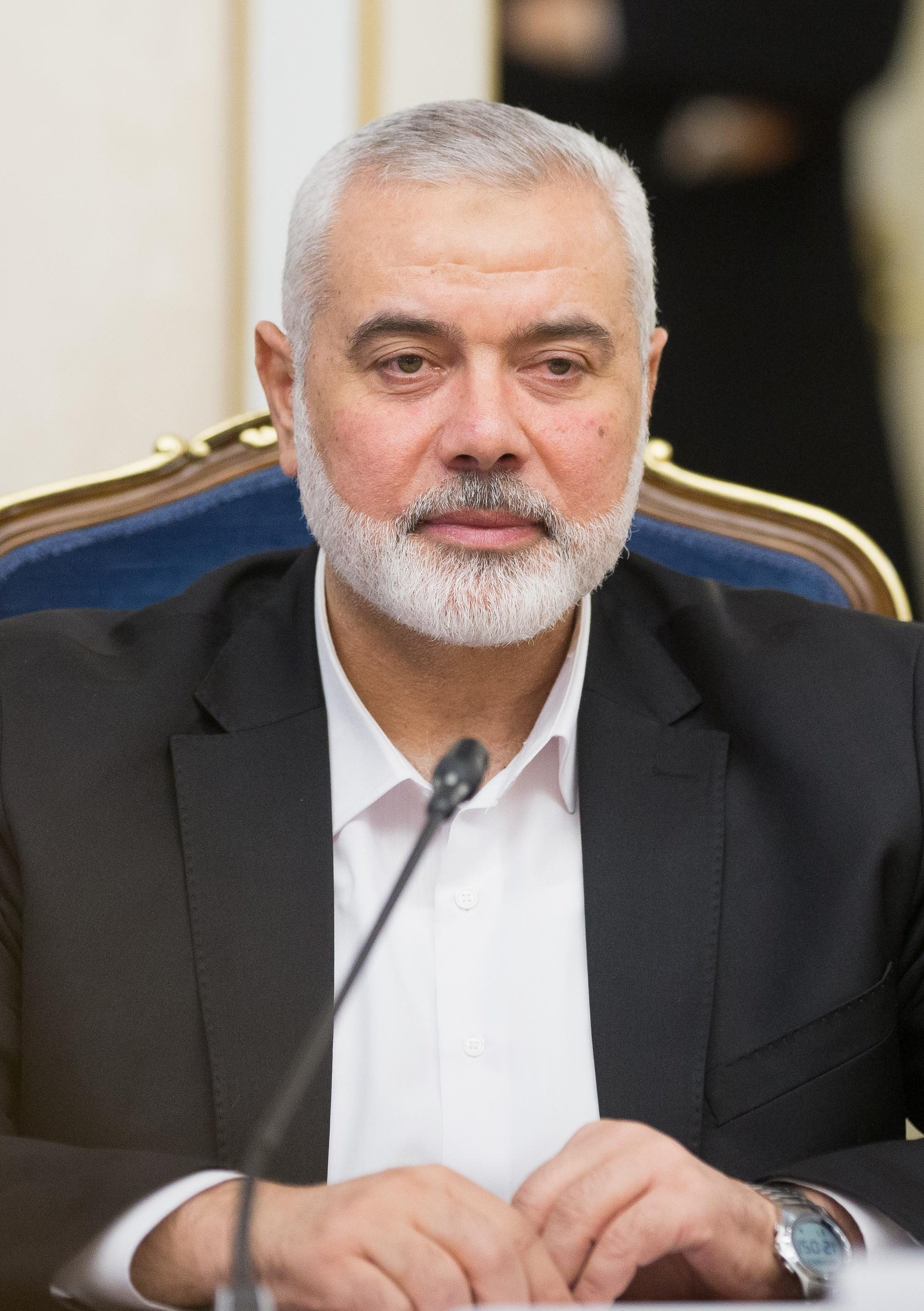
اسماعیل هنیه

### ۱
- اسماعیل کاداره، ۸۸، نویسنده، شاعر و روزنامه‌نگار اهل آلبانی.
- ژاک فریتاگ، ۴۲، ورزشکار پرش ارتفاع اهل آفریقای جنوبی.
- رابرت تاون، ۸۹، فیلم‌نامه‌نویس و کارگردان اهل ایالات متحده آمریکا.

### ۲
- کوموناردو نیکولای، ۷۷، بازیکن فوتبال اهل ایتالیا.
- جف وایتفوت، ۹۰، بازیکن فوتبال اهل انگلستان.
- الا میچل، ۸۸، بازیگر و خواننده اهل ایالات متحده آمریکا.
- کارل روتیه، ۷۱، دوچرخه سوار اهل بلژیک.

### ۳
- رولان دوما، ۱۰۱، وکیل و سیاستمدار اهل فرانسه.
- نوگزاری تسورتسومیا، ۲۷، کشتی‌گیر فرنگی‌کار اهل گرجستان.

### ۴
- رائول دوس سانتوس، ۵۷، بازیکن فوتبال اهل اروگوئه.

### ۵
- رافائل ژمینیانی، ۹۹، دوچرخه‌سوار اهل فرانسه.
- جان لاندو، ۶۳، تهیه کننده اهل ایالات متحده آمریکا.

### ۶
- خاویر واله رئسترا، ۹۲، سیاستمدار اهل پرو.
- روبرتا تیلر، ۷۶، بازیگر اهل بریتانیا.
- کیمورایاما مامورو، ۴۲، کشتی‌گیر سومو اهل ژاپن.

### ۷
- بنگت ساموئلسون، ۹۰، زیست‌شیمی‌دان اهل سوئد و برنده جایزه نوبل فیزیولوژی و پزشکی.
- حسنی شاپی، ۵۰، بازیگر اهل کنیا.

### ۹
- جیم اینهاف، ۸۹، سیاستمدار اهل ایالات متحده آمریکا.
- ماکسین سینگر، ۹۳، زیست‌شناس اهل ایالات متحده آمریکا.
- جان آپتورپ، ۸۹، تاجر و بشر دوست اهل بریتانیا.

### ۱۰
- توماس هوپکر، ۸۸، عکاس اهل آلمان.

### ۱۱
- شلی دووال، ۷۵، بازیگر اهل ایالات متحده آمریکا.
- ویلی کوسلووسکی، ۸۷، بازیکن فوتبال اهل آلمان.

### ۱۲
- بیل ویولا، ۷۳، هنرمند هنر ویدئویی اهل ایالات متحده آمریکا.
- نوریکو اوهارا، ۸۸، بازیگر و صدا پیشه اهل ژاپن.

### ۱۳
- جیمز سیکینگ، ۹۰، بازیگر اهل ایالات متحده آمریکا.
- شانن دوهرتی، ۵۳، بازیگر اهل ایالات متحده آمریکا.
- ایلیا والوف، ۶۲، بازیکن فوتبال اهل بلغارستان.
- ریچارد سیمونز، ۷۶، بازیگر اهل ایالات متحده آمریکا.

### ۱۵
- ژاک بوده، ۸۹، بازیگر اهل فرانسه.
- ویته ون دورت، ۸۱، بازیگر، خواننده و کمدین اهل هلند.
- ویتنی ریدبک، ۷۹، بازیگر اهل ایالات متحده آمریکا.

### ۱۶
- اولف داگبی، ۸۰، موسیقی‌دان و خواننده اهل سوئد.

### ۱۷
- چنگ پی-پی، ۷۸، بازیگر اهل چین.

### ۱۸
- باب نیوهارت، ۹۴، بازیگر و استندآپ کمدین اهل ایالات متحده آمریکا.
- جری فولر، ۸۵، خواننده، ترانه سرا و تهیه کننده موسیقی اهل ایالات متحده آمریکا.

### ۱۹
- نگوین فو ترونگ، ۸۰، سیاستمدار اهل ویتنام.
- شیلا جکسون-لی، ۷۴، سیاستمدار اهل ایالات متحده آمریکا.
- ری ریردون، ۹۱، اسنوکرباز حرفه‌ای اهل ولز.

### ۲۰
- مائوسیر، ۵۴، بازیکن فوتبال اهل برزیل.
- سندی پسی، ۸۰، خواننده اهل ایالات متحده آمریکا.

### ۲۲
- سعید راد، ۷۹، بازیگر اهل ایران.

### ۲۳
- ترزا ژیمپرا، ۸۷، بازیگر اهل اسپانیا.
- رابین وارن، ۸۷، آسیب‌شناس اهل استرالیا و برنده جایزه نوبل فیزیولوژی و پزشکی.

### ۲۷
- ادنا اوبراین، ۹۳، نمایش‌نامه‌نویس، شاعر و رمان‌نویس اهل ایرلند.

### ۲۸
- اریکا اش، ۴۶، بازیگر، خواننده و مدل اهل آمریکا.

### ۳۰
- برونو گارتزنا، ۹۱، بازیکن فوتبال اهل ایتالیا.
- ولادیمیر ایشینوف، ۷۵، قایقران روئینگ اهل اتحاد جماهیر شوروی.

### ۳۱
- اسماعیل هنیه، ۶۲، سیاستمدار اهل فلسطین ترور در مراسم تحلیف ریاست جمهوری ایران توسط نیروهای موساد در ایران.
- گنجو ارکال، ۸۶، بازیگر اهل ترکیه.

## اوت

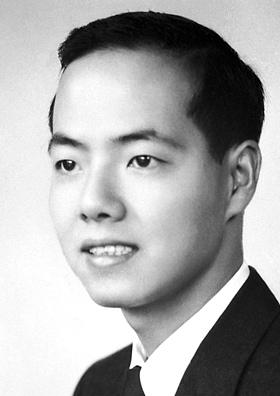
تسونگ-دائو لی

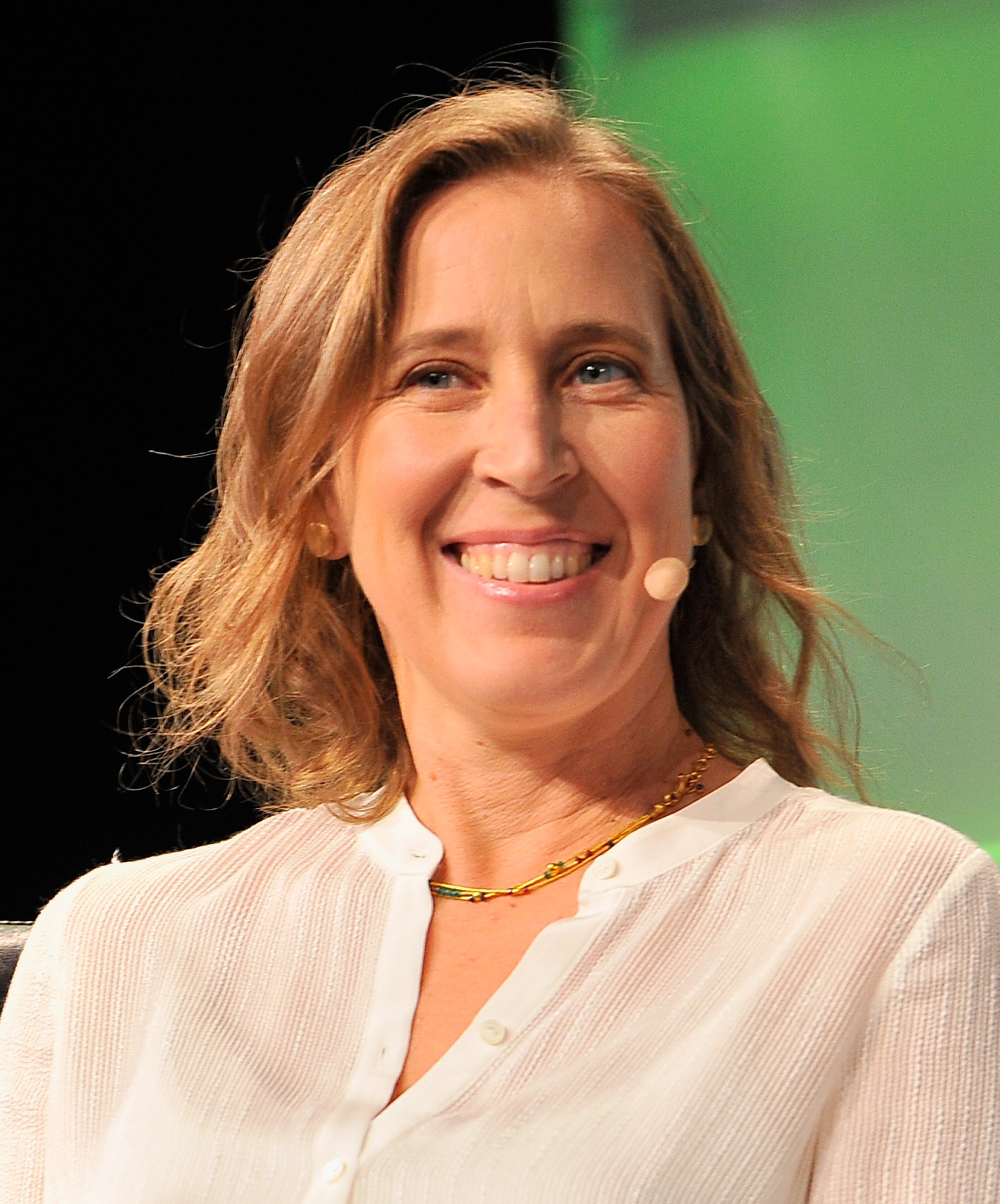
سوزان ووجیتسکی

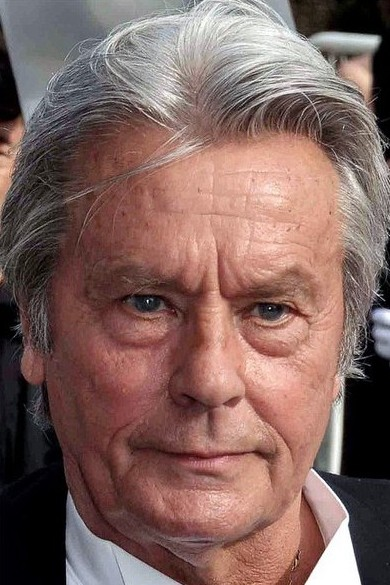
آلن دلون

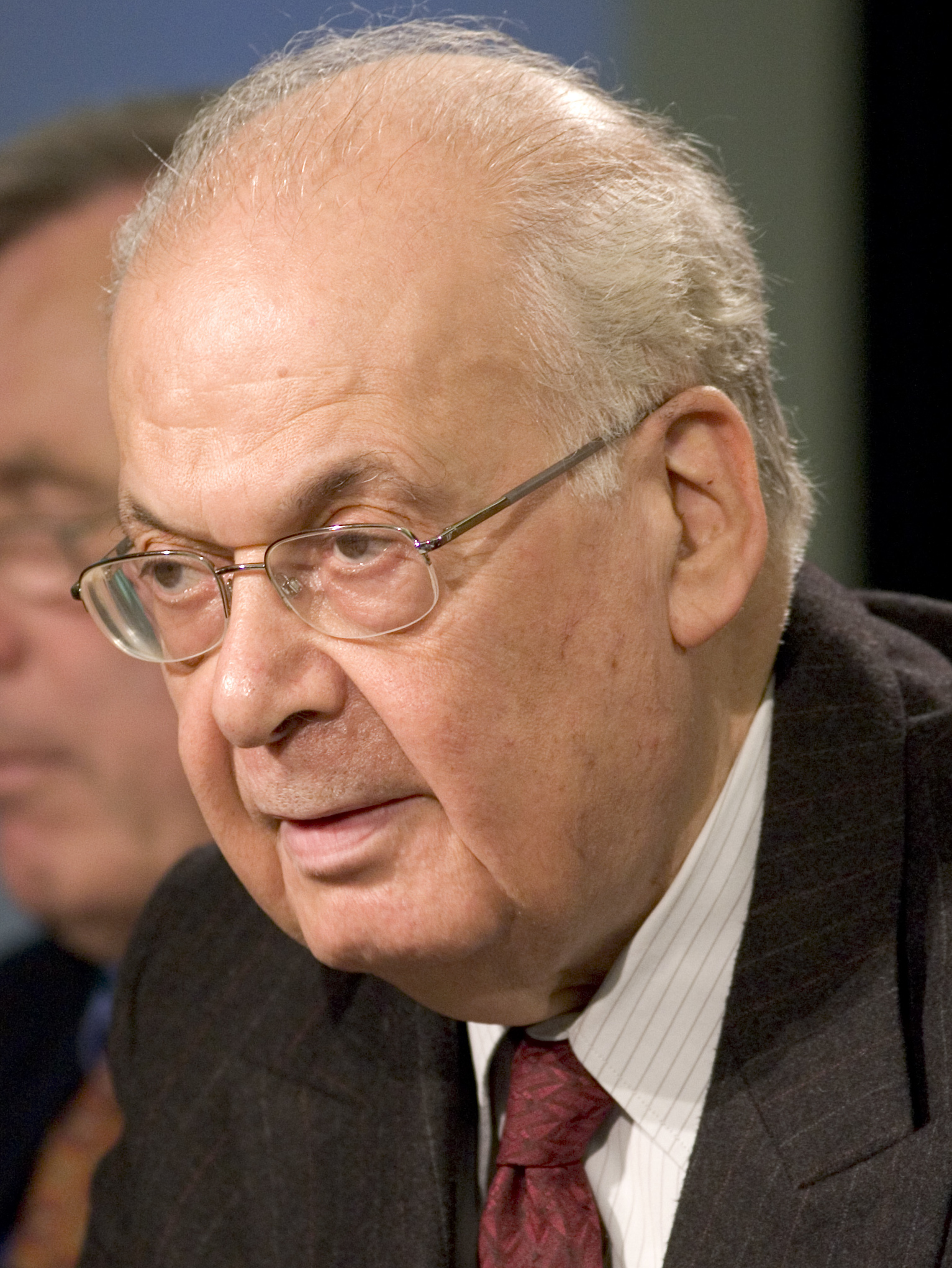
سلیم الحص

### ۱
- کریگ شکسپیر، ۶۰، بازیکن فوتبال اهل بریتانیا.
- تامی کسیدی، ۷۳، بازیکن فوتبال اهل ایرلند شمالی.

### ۲
- سرجیو کودونیاتو، ۸۰، بازیکن فوتبال اهل ایتالیا.

### ۳
- مصطفی موسی، ۶۲، بوکسور اهل الجزایر.
- کالین استپانیان، ۶۹، بازیکن فوتبال ارمنی‌تبار اهل روسیه.

### ۴
- تسونگ-دائو لی، ۹۷، فیزیک‌دان چینی، آمریکایی و برنده جایزه نوبل فیزیک.
- خوان رامون مارتینس، ۷۶، بازیکن فوتبال اهل السالوادور.
- آلوین آیرا گلدمن، ۸۵، استاد فلسفه اهل ایالات متحده آمریکا.
- چارلز سایفرس، ۸۵، بازیگر اهل ایالات متحده آمریکا.

### ۵
- آدیلیو، ۶۸، بازیکن فوتبال اهل برزیل.
- ویاچسلاو نیکولایویچ ایوانوف، ۸۶، ورزشکار رشته روئینگ اهل اتحاد جماهیر شوروی.
- پتی یاسوتاکه، ۷۰، بازیگر اهل آمریکا.

### ۶
- جیمز بجورکن، ۹۰، دانشمند و فیزیک‌دان نظری اهل ایالات متحده آمریکا.

### ۷
- لینو یانوتسی، ۹۶، سیاستمدار و روزنامه نگار اهل ایتالیا.
- مارگارت منه‌گز، ۸۳، تهیه‌کننده اهل فرانسه و آلمان.
- جان مک براید، ۸۰، فضانورد اهل ایالات متحده آمریکا.

### ۸
- آلن لیتل، ۶۹، بازیکن فوتبال اهل بریتانیا.
- عیسی حیاتو، ۷۷، سیاستمدار و ورزشکار اهل کامرون.
- چاتو گونزالس، ۸۰، بازیکن فوتبال اهل اسپانیا.
- استیون سیمس، ۸۶، سیاستمدار و سناتور اهل ایالات متحده آمریکا.
- خورخه رودریگس، ۵۶، بازیکن فوتبال اهل مکزیک.

### ۹
- سوزان ووجیتسکی، ۵۶، کارآفرین و مدیر عامل یوتیوب اهل ایالات متحده آمریکا.

### ۱۰
- راشل لیلیس، ۵۵، صدا پیشه و فیلم‌نامه‌نویس اهل ایالات متحده آمریکا.
- ناتوار سینگ، ۹۵، سیاستمدار اهل هند.

### ۱۱
- آلن کیل، ۷۵، بازیکن فوتبال اهل ایالات متحده آمریکا.

### ۱۲
- سدریک داوری، ۵۴، بازیکن فوتبال اهل فرانسه.
- روی گریس، ۷۷، بازیکن فوتبال اهل بریتانیا.
- زید الرفاعی، ۸۷، سیاستمدار اهل اردن.
- فریتس اشمیت، ۸۱، بازیکن هاکی روی چمن اهل آلمان غربی.

### ۱۳
- سید احمد بلقدروسی، ۷۳، بازیکن فوتبال اهل الجزایر.
- سرجو دوناتی، ۹۱، فیلم‌نامه‌نویس اهل ایتالیا.

### ١۴
- جنا رولندز، ۹۴، بازیگر اهل ایالات متحده آمریکا.
- هرمان هاکن، ۹۷، فیزیک‌دان اهل آلمان.

### ۱۵
- ایمره کومورا، ۸۴، بازیکن فوتبال اهل مجارستان.
- یواخیم سلیگ، ۸۲، شیمی‌دان اهل آلمان.
- ایوایر فریرا، ۷۹، بازیکن فوتبال اهل برزیل.

### ۱۸
- آلن دلون، ۸۸، بازیگر و تهیه کننده فیلم اهل فرانسه.
- رونی بورچرز، ۶۷، بازیکن فوتبال اهل آلمان.
- فیل دوناهو، ۸۸، نویسنده، تهیه کننده و مجری برنامه نمایشی فیل دوناهو، اهل ایالات متحده آمریکا.
- فرانتسیشک اسمودا، ۷۶، بازیکن فوتبال اهل لهستان.

### ۱۹
- ماریا برانیاس، ۱۱۷، فوق صد ساله اهل اسپانیا.

### ۲۰
- هومبرتو ماسکیو، ۹۱، بازیکن فوتبال اهل ایتالیا.
- آتسوکو تاناکا، ۶۱، صدا پیشه اهل ژاپن.
- هوشنگ حریرچیان، ۹۲، بازیگر اهل ایران.

### ۲۱
- جان آموس، ۸۴، بازیگر اهل ایالات متحده آمریکا.
- فرانسیسکو گارسیا گومز، ۸۶، بازیکن فوتبال اهل اسپانیا.
- بیل پاسکارل، ۸۷، نماینده حوزه انتخابیه هشتم نیوجرسی از حزب دموکرات ایالات متحده آمریکا، اهل آمریکا.
- رادنی اسمیتسون، ۸۰، بازیکن فوتبال اهل بریتانیا.
- هانس وینر، ۷۳، بازیکن فوتبال اهل آلمان.

### ۲۳
- پیتر لوندگرن، ۵۹، تنیس‌باز اهل سوئد.

### ۲۴
- کارل هژمانک، ۷۶، بازیگر اهل جمهوری چک.
- کریستوف دام، ۷۰، بازیکن و مربی فوتبال اهل آلمان.

### ۲۵
- سلیم الحص، ۹۴، سیاستمدار اهل لبنان.
- زهره حمیدی، ۶۷، بازیگر اهل ایران.

### ۲۶
- سون یوران اریکسون، ۷۶، بازیکن و سرمربی فوتبال اهل سوئد.
- نبیل العربی، ۸۹، سیاستمدار اهل مصر.
- نجم مایگون، ۸۳، بوکسور اهل نیجریه.

### ۳۰
- محمدعلی بهمنی، ۸۲، شاعر اهل ایران.
- شریدات رامفال، ۹۵، سیاستمدار اهل گویان.

### ۳۱
- میسلاو بزمالینوویچ، ۵۷، بازیکن واترپلو اهل یوگسلاوی.
- سول بامبا، ۳۹، بازیکن و مربی فوتبال اهل ساحل عاج.
- هانری لکلرک، ۹۰، وکیل اهل فرانسه.

## سپتامبر

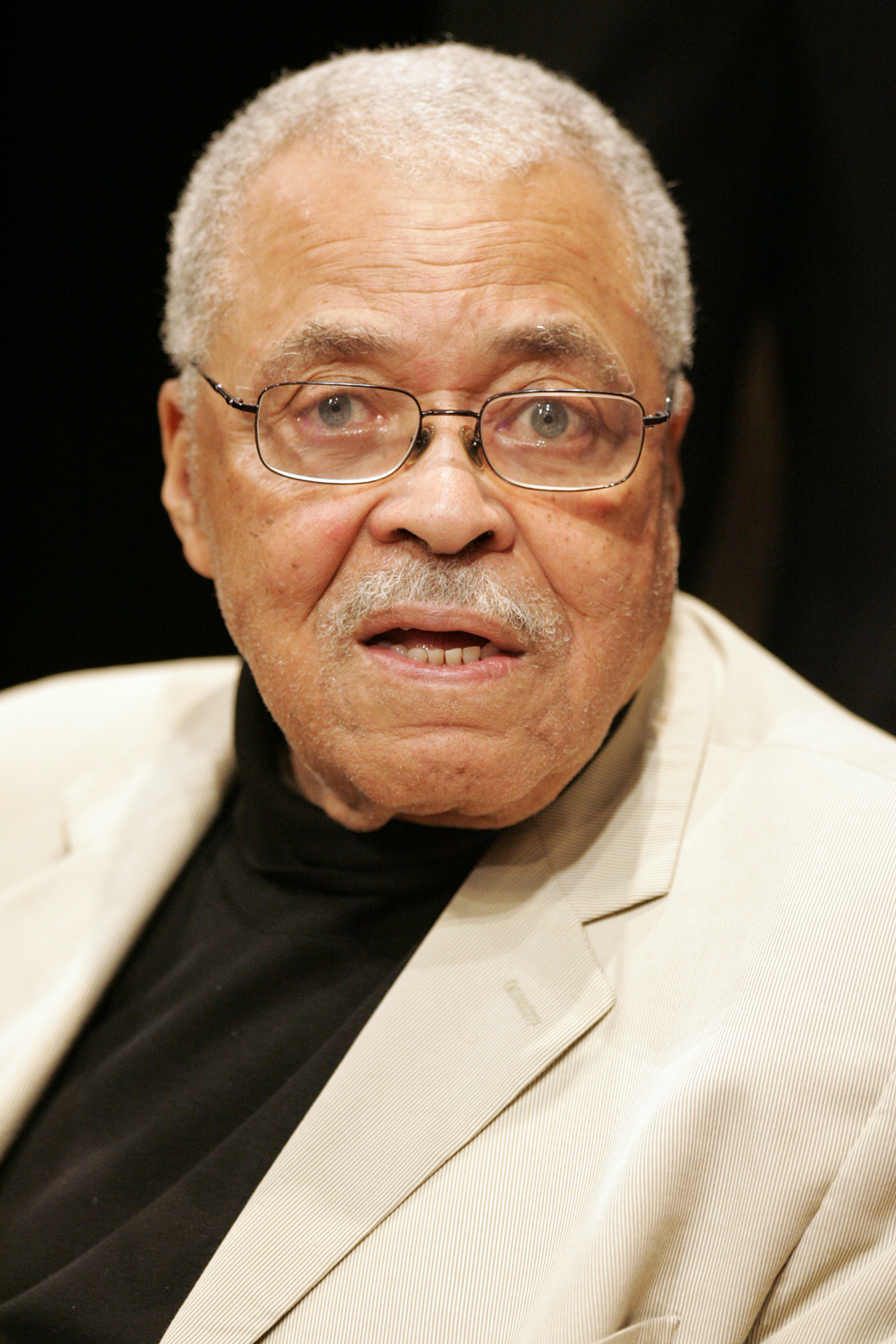
جیمز ارل جونز

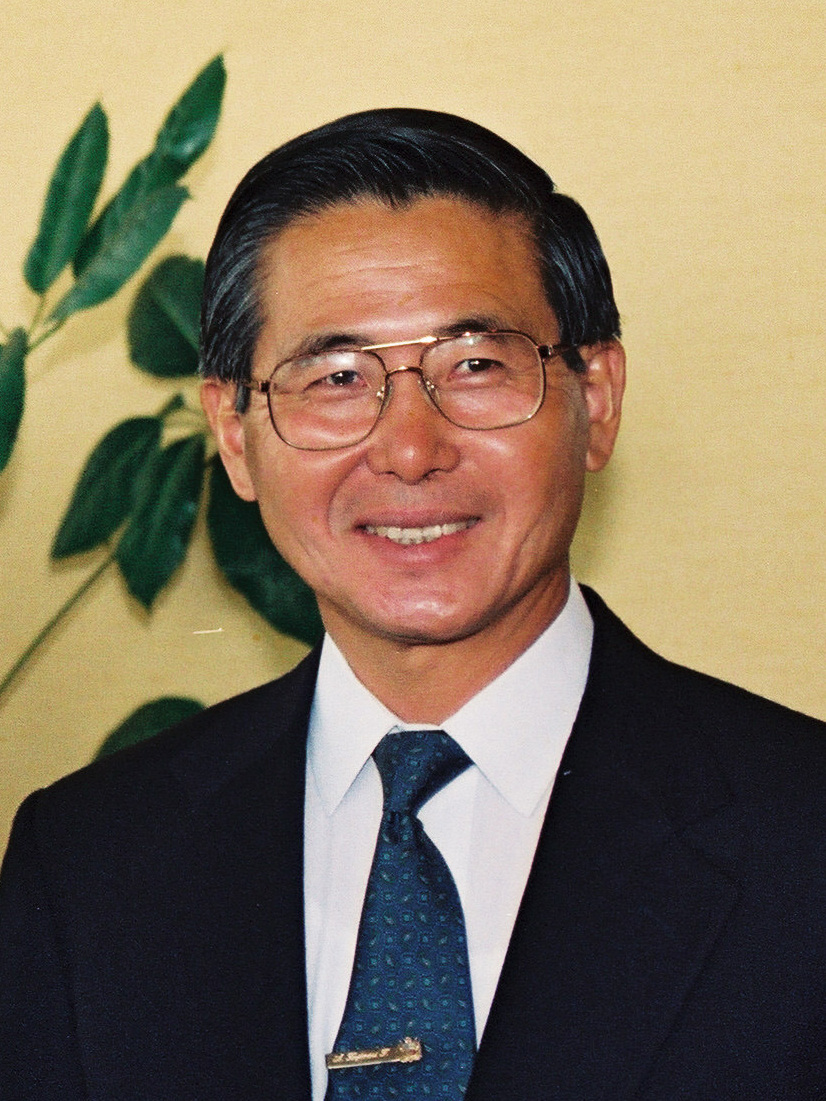
آلبرتو فوجیموری

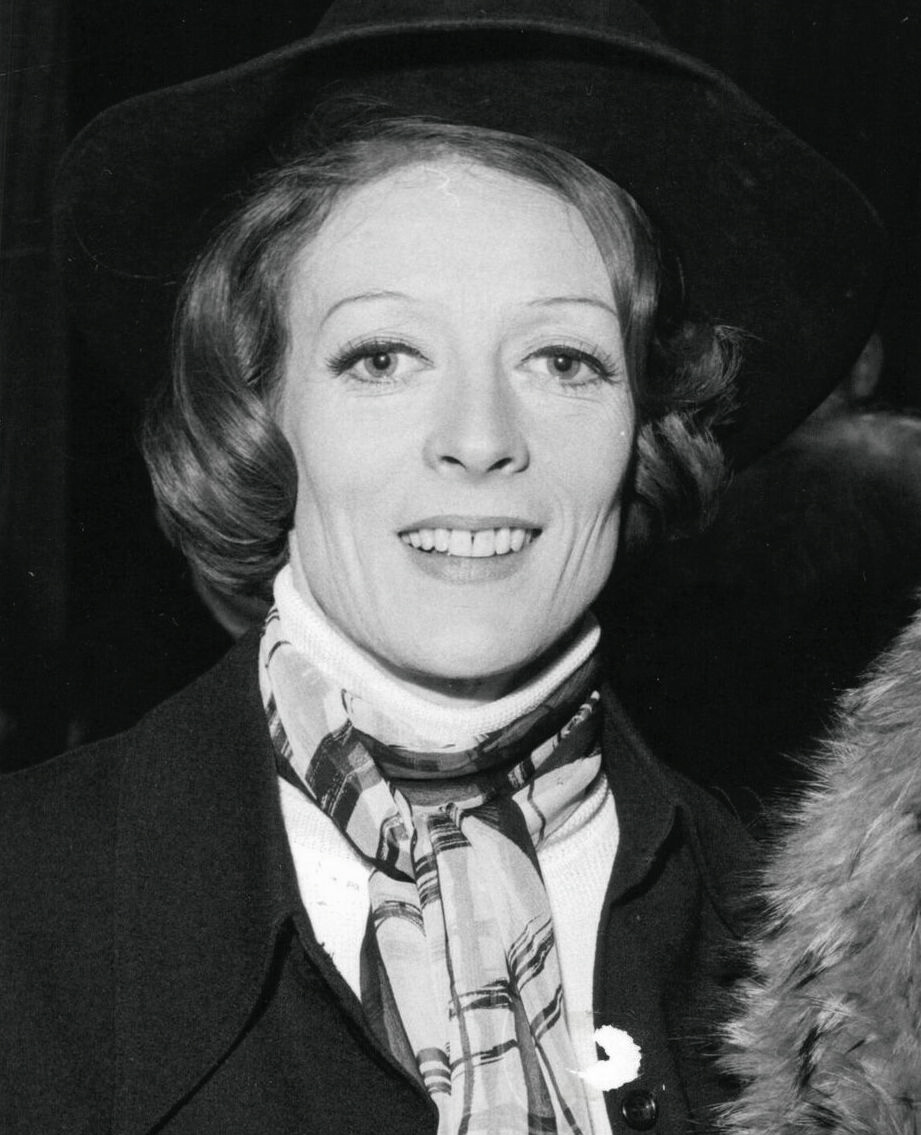
مگی اسمیت

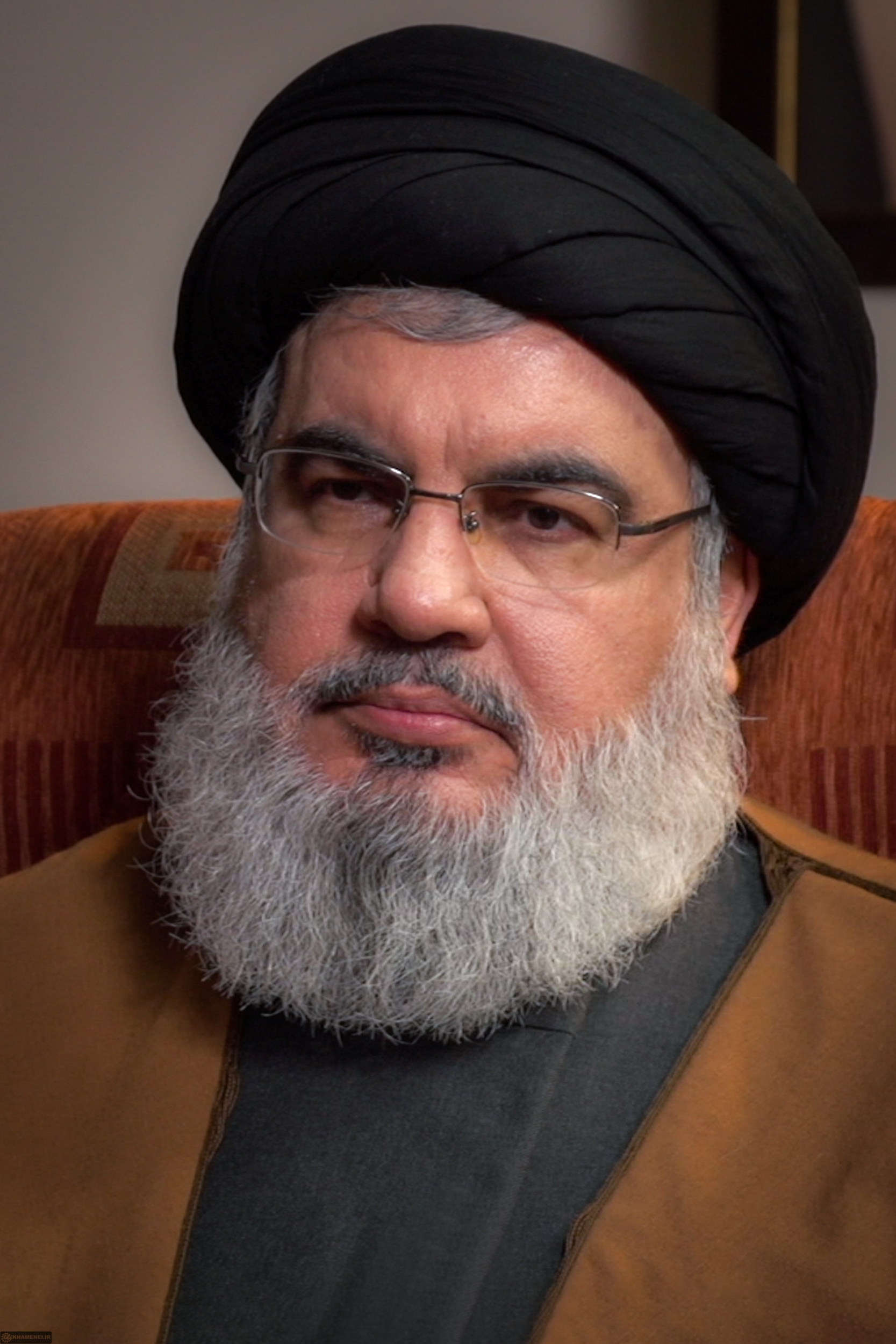
سید حسن نصرالله

### ۱
- بودیمیر لونچار، ۱۰۰، دیپلمات و سیاستمدار اهل یوگسلاوی.
- آهو توغبا، ۶۹، بازیگر اهل ترکیه.

### ۲
- اچ جف کیمبل، ۷۵، دانشمند و فیزیک‌دان اهل ایالات متحده آمریکا.
- الکساندر مدوید، ۸۶، کشتی‌گیر اهل بلاروس.
- سانته مارسیلی، ۷۴، بازیکن واترپلو اهل ایتالیا.
- جیمز دارن، ۸۸، خواننده، بازیگر و کارگردان اهل آمریکا.
- جلیل تجلیل، ۹۰، استاد دانشگاه و مترجم اهل ایران.

### ۳
- کلایو فریمن، ۶۱، بازیکن فوتبال اهل بریتانیا.
- گویدو کارلو گاتی، ۸۶، بازیکن بسکتبال اهل ایتالیا.
- آلبرتو خورخه، ۷۴، بازیکن فوتبال اهل آرژانتین.

### ۴
- لوئیس آیالا، ۹۱، تنیس‌باز اهل شیلی.
- ارمس رامیرس، ۷۶، ورزشکار  دو و میدانی اهل کوبا.

### ۵
- لوران تیرار، ۵۷، کارگردان و فیلم‌نامه‌نویس اهل فرانسه.
- رادا چاران گوپتا، ۸۹، تاریخ‌نگار و ریاضی‌دان اهل هند.
- ژاکوس برور، ۶۷، بازیگر و صدا پیشه اهل آلمان.
- اولکساندر رزانوف، ۷۵، بازیکن هندبال اهل اوکراین.
- آرونا واسودف، ۸۷، نویسنده و مستندساز اهل هند.
- ربکا چپتگی، ۳۳، ورزشکار ورزش دو و میدانی اهل اوگاندا.

### ۶
- سونیا یوان، ۸۸، ژیمناستیک باز اهل رومانی.
- ربکا هورن، ۸۰، کارگردان و مجسمه‌ساز اهل آلمان.
- آلن ریس، ۸۶، راننده مسابقات اتومبیل‌رانی فرمول یک اهل بریتانیا.
- رون یتس، ۸۶، بازیکن فوتبال اهل اسکاتلند.
- هورشت وایگانگ، ۸۳، بازیکن فوتبال اهل آلمان شرقی.

### ۷
- چزاره پولی، ۷۹، بازیکن فوتبال اهل ایتالیا.

### ۸
- هنی موآن، ۸۸، بازیگر اهل نروژ.
- امی شینوهارا، ۶۱، صدا پیشه و بازیگر اهل ژاپن.

### ۹
- جیمز ارل جونز، ۹۳، دوبلور، بازیگر تئاتر و تلویزیون اهل ایالات متحده آمریکا.
- هویی سانگ لی، ۸۳، بازیگر و رزمی‌کار اهل هنگ کنگ.
- کارن سواسیان، ۷۶، منتقد، فیلسوف و تاریخ‌نگار اهل ارمنستان.

### ۱۰
- روبرتو چایه، ۷۷، بازیکن فوتبال اهل پرو.
- کلیو ماریا بیتتونی، ۸۹، وکیل اهل ایتالیا.
- پری صابری، ۹۲، کارگردان تئاتر و نویسنده اهل ایران.

### ۱۱
- یوزف هلبلینگ، ۸۹، دوچرخه‌سوار اهل سوئیس.
- چاد مک‌کوئین، ۶۳، بازیگر اهل ایالات متحده آمریکا.
- ایهاب جلال، ۵۷، بازیکن فوتبال اهل مصر.
- آلبرتو فوجیموری، ۸۶، سیاستمدار اهل پرو.

### ۱۲
- سانتی کوک، ۶۴، بازیکن فوتبال اهل اسپانیا.

### ۱۳
- فرانکا بتوئیا، ۸۸، بازیگر اهل ایتالیا.
- ولفگانگ گرهارت، ۸۰، سیاستمدار اهل آلمان.

### ۱۴
- جابر مبارک الحمد الصباح، ۸۲، سیاستمدار اهل کویت.
- صدرالدین حجازی، ۷۶، بازیگر اهل ایران.
- بریت اس، ۹۶، روان‌شناس و سیاستمدار اهل نروژ.

### ۱۵
- تیتو جکسون، ۷۰، خواننده و گیتاریست اهل ایالات متحده آمریکا.
- والنتین سمنگی، ۸۲، بازیکن هندبال اهل رومانی.
- الیاس خوری، ۷۶، نویسنده و تحلیلگر سیاسی اهل لبنان.

### ۱۶
- انور جسام، ۷۷، بازیکن و مربی فوتبال اهل عراق.
- گری شا، ۶۳، بازیکن فوتبال اهل بریتانیا.
- یوکو آراکیدا، ۷۰، بازیکن والیبال اهل ژاپن.
- ایشتوان یوهاس، ۷۹، بازیکن فوتبال اهل مجارستان.
- باربارا لی-هانت، ۸۸، بازیگر اهل انگلستان.

### ۱۷
- سزار، ۶۸، بازیکن فوتبال اهل برزیل.
- اوین آغاسی، ۷۸، خواننده ایرانی-آمریکایی.

### ۱۸
- پیر آلونزو، ۸۴، بازیکن فوتبال اهل فرانسه.
- رولف ولفسهول، ۸۵، دوچرخه‌سوار اهل آلمان.
- سالواتوره اسکیلاچی، ۵۹، بازیکن فوتبال اهل ایتالیا.
- سم ملکومسون، ۷۷، بازیکن فوتبال اهل نیوزیلند.

### ۲۰
- محمود حکیمی، ۸۰، نویسنده و مترجم اهل ایران.
- آرتاشس گغامیان، ۷۴، سیاستمدار اهل ارمنستان.
- کاترین کرازبی، ۹۰، بازیگر و خواننده اهل ایالات متحده آمریکا.
- ادواردو زول، ۵۸، طراح و تاجر اهل ایالات متحده آمریکا.
- باربارا خوراویانکا، ۹۴، بازیگر اهل لهستان.
- دانیل جی. اوانز، ۹۸، سیاستمدار اهل ایالات متحده آمریکا.

### ۲۱
- بنی گلسن، ۹۵، نوازندهٔ ساکسیفون، آهنگساز و تنظیم‌کننده اهل ایالات متحده آمریکا.

### ۲۲
- فردریک جیمسون، ۹۰، فیلسوف و منتقد اهل ایالات متحده آمریکا.
- رالف کان، ۸۹، بازیکن فوتبال اهل انگلستان.

### ۲۳
- احمد مختار امبو، ۱۰۳، معلم اهل سنگال.
- تومریس گیریت‌لی‌اوغلو، ۶۷، کارگردان و تهیه کننده اهل ترکیه.
- رابرت ایمار، ۸۸، فیزیک‌دان اهل فرانسه.

### ۲۴
- پیر ویلیام گلن، ۸۰، فیلم‌بردار و کارگردان اهل فرانسه.

### ۲۵
- یوری سارگسیان، ۸۳، مهندس اهل ارمنستان.

### ۲۶
- جان اشتون، ۷۶، بازیگر اهل ایالات متحده آمریکا.

### ۲۷
- مگی اسمیت، ۸۹، بازیگر اهل بریتانیا.
- سید حسن نصرالله، ۶۴، روحانی شیعه و سیاستمدار لبنانی.
- عباس نیلفروشان، ۵۸، نظامی اهل ایران.
- علی کرکی، ۵۶، فرمانده جبهه جنوبی سازمان حزب‌الله اهل لبنان.
- کلایو اورتون، ۸۷، نویسنده، بازیکن و قهرمان سابق بیلیارد اهل ولز.
- فابین کابایرو، ۴۶، بازیکن فوتبال اهل آرژانتین.

### ۲۸
- بری لوید، ۷۵، بازیکن فوتبال اهل بریتانیا.
- نبیل قاووق، ۶۰، روحانی و سیاستمدار لبنانی.
- گلائوکو مائوری، ۹۳، کارگردان و بازیگر اهل ایتالیا.
- فریدون تنکابنی، ۸۷، نویسنده و طنزپرداز اهل ایران.
- کریس کریستوفرسون، ۸۸، خواننده و بازیگر اهل ایالات متحده آمریکا.

### ۲۹
- مارتین لی، ۷۷، خواننده اهل انگلستان.
- ران ایلی، ۸۶، بازیگر اهل ایالات متحده آمریکا.
- ریچارد اس. همیلتون، ۸۱، استاد ریاضی اهل کلمبیا.
- آندریا کاپون، ۴۳، بازیکن فوتبال اهل ایتالیا.

### ۳۰
- پارک جی-آ، ۵۲، بازیگر اهل کره جنوبی.
- گاوین کریل، ۴۸، بازیگر، خواننده و تهیه کننده اهل ایالات متحده آمریکا.
- مارکو والوک، ۹۷، بازیکن فوتبال اهل یوگسلاوی.
- رابرت واتس، ۸۶، تهیه کننده اهل بریتانیا.
- کن پیج، ۷۰، بازیگر، صدا پیشه و خواننده اهل ایالات متحده آمریکا.
- دیکمبه موتومبو، ۵۸، بازیکن بسکتبال اهل کنگو.
- دیو آلیسون، ۶۸، گیتاریست اهل کانادا.
- پیتر اوپسویک، ۸۵، طراح اهل نروژ.

## اکتبر

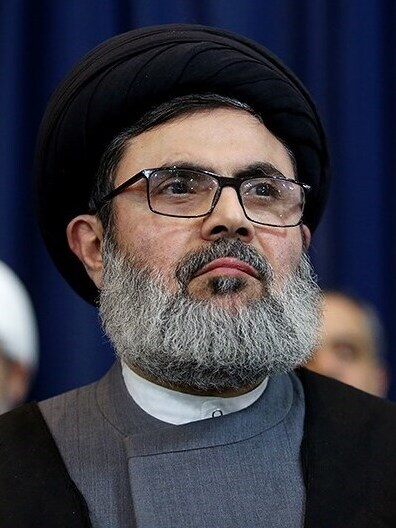
هاشم صفی الدین

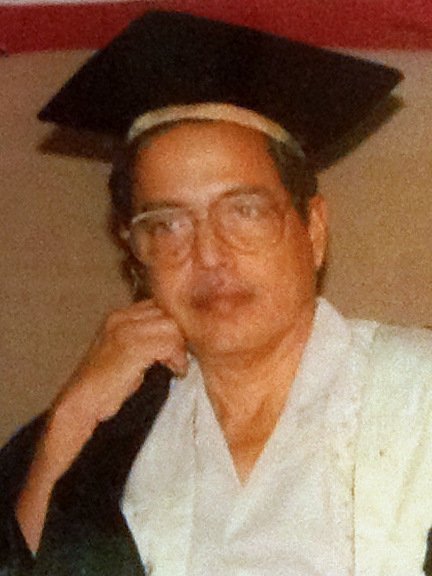
بادروددوزا چودری

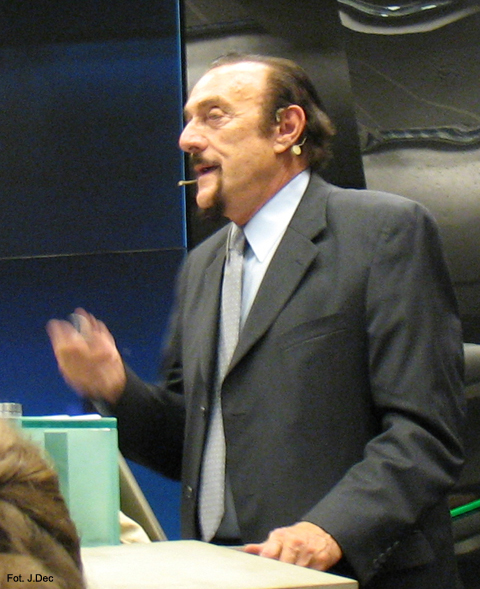
فیلیپ زیمباردو

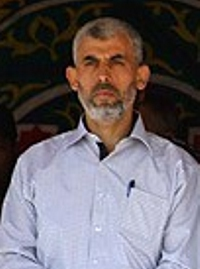
یحیی سنوار

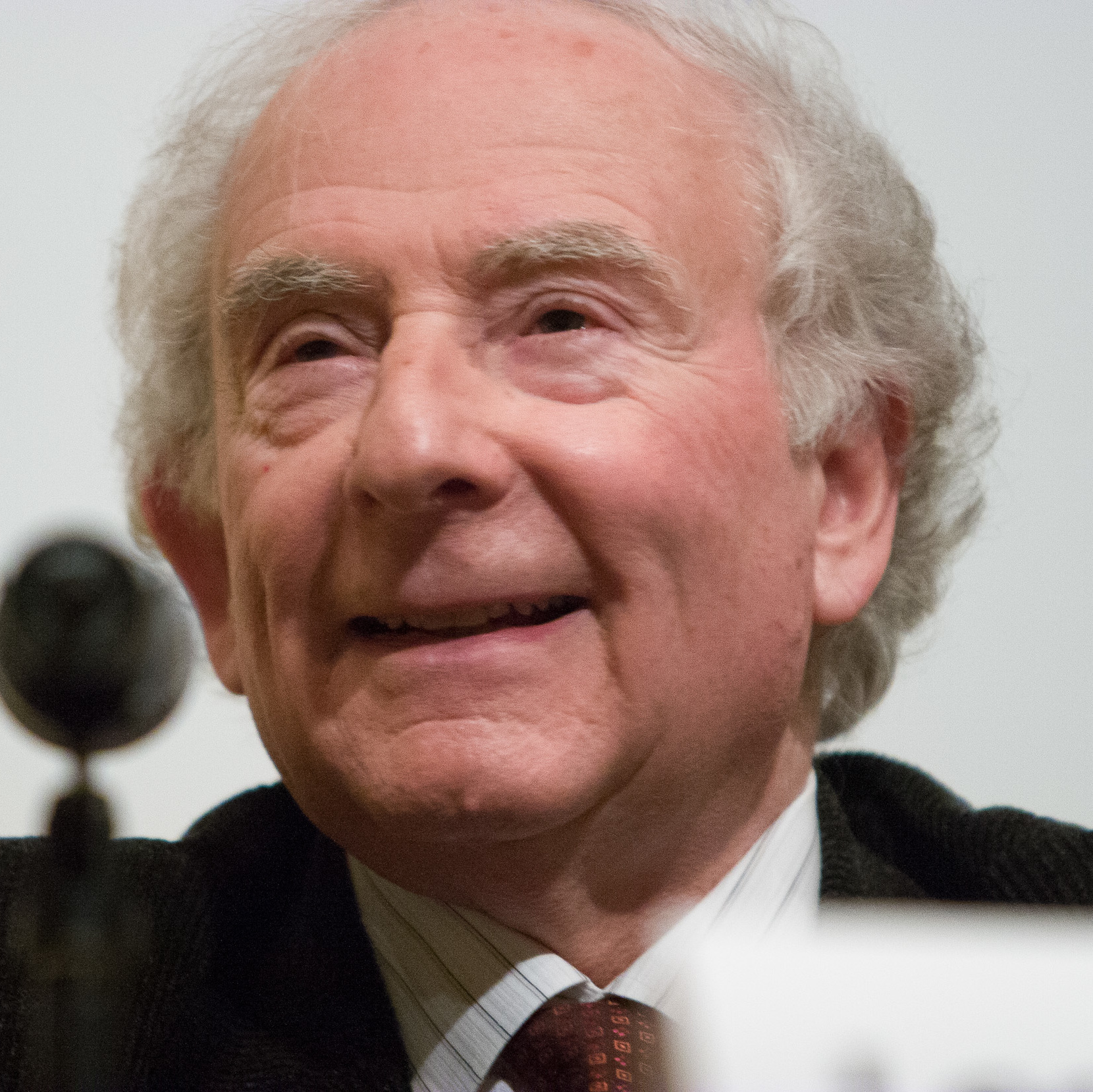
لئون نیل کوپر

### ۱
- ویاچسلاو دوبرینین، ۷۸،  خواننده و ترانه سرا اهل ارمنستان-روسیه.
- دنیلسون، ۸۱، بازیکن فوتبال اهل برزیل.

### ۲
- رودیگر هنین، ۸۰، قایقران روئینگ اهل آلمان.
- گویدو کارلسی، ۸۷، دوچرخه‌سوار اهل ایتالیا.
- دنیل ویلیامز، ۸۸، سیاستمدار و وکیل اهل گرنادا.

### ۳
- میشل بلان، ۷۲، بازیگر و کارگردان اهل فرانسه.
- هاشم صفی‌الدین، ۶۰، روحانی شیعه و سیاستمدار اهل لبنان.

### ۴
- یوکیئو هاتوری، ۷۸، آشپز اهل ژاپن.
- لی پریکولی، ۸۹، تنیس‌باز اهل ایتالیا.
- آناتولی کونکوف، ۷۵، بازیکن و مربی فوتبال اهل شوروی.
- ویلی گیزمان، ۸۷، بازیکن فوتبال اهل آلمان.

### ۵
- بادروددوزا چودری، ۹۳، سیاستمدار اهل بنگلادش.
- رابرت کوور، ۹۲، نویسنده اهل ایالات متحده آمریکا.
- تیموتی دارویل، ۶۶، انسان‌شناس و باستان‌شناس اهل انگلستان.

### ۶
- یوهان نیکنز، ۷۳، بازیکن فوتبال اهل هلند.

### ۷
- سیسی هیوستون، ۹۱، خواننده و بازیگر اهل ایالات متحده آمریکا.
- نیکلاس پریور، ۸۹، بازیگر اهل ایالات متحده آمریکا.

### ۹
- الهی بخش سومرو، ۹۸، سیاستمدار اهل پاکستان.
- دیتر بوردنسکی، ۷۳، بازیکن فوتبال اهل آلمان.
- الکساندر پوچکوف، ۶۷، ورزشکار دو و میدانی اهل اتحاد جماهیر شوروی.
- پیر ورنیه، ۹۳، بازیگر اهل فرانسه.
- جورج بالدوک، ۳۱، بازیکن فوتبال اهل بریتانیا.

### ۱۰
- پیتر کورماک، ۷۸، بازیکن فوتبال اهل اسکاتلند.

### ۱۱
- برانکو راشوویچ، ۸۲، بازیکن فوتبال اهل یوگسلاوی.
- توماس آمر، ۸۷، تاریخ‌نگار اهل آلمان.
- ماریو مورا، ۸۹، کارگردان و تدوین‌گر اهل ایتالیا.

### ۱۲
- الکس سموند، ۶۹، سیاستمدار اهل اسکاتلند.

### ۱۳
- مایرا گومس کمپ، ۷۶، مجری تلویزیونی و خواننده اهل اسپانیا.

### ۱۴
- فیلیپ زیمباردو، ۹۱، روان‌شناس و استاد دانشگاه اهل ایالات متحده آمریکا.
- ریکو ناکاگوا، ۸۹، نویسنده و شاعر اهل ژاپن.

### ۱۵
- آنتونیو اسکارمتا، ۸۳، نویسنده اهل شیلی.
- گاربیس آپیریکیان، ۹۸، خواننده و موسیقی دان ارمنی‌تبار اهل فرانسه.
- مایکل دیوید جکسون، ۸۰، نظامی اهل بریتانیا.

### ۱۶
- لیام پین، ۳۱، خواننده اهل انگلستان.
- یحیی سنوار، ۶۱، سیاستمدار اهل فلسطین.
- سوک دیو، ۱۰۱، شیمی‌دان اهل هند.
- رولد پولسن، ۷۳، بازیکن و مربی فوتبال اهل دانمارک.

### ۱۷
- توشی‌یوکی نیشیدا، ۷۶، بازیگر و خواننده اهل ژاپن.
- میتزی گینور، ۹۳، بازیگر و خواننده اهل ایالات متحده آمریکا.
- اندرو شالی، ۹۷، پزشک اهل لهستان و برنده جایزه نوبل فیزیولوژی و پزشکی.

### ۱۸
- یهودا بائر، ۹۸، نویسنده و تاریخ‌نگار اهل اسرائیل.

### ۱۹
- خوزه آویرو، ۸۸، بازیکن فوتبال اهل پاراگوئه.

### ۲۰
- فتح‌الله گولن، ۸۳، سخنران، نویسنده و مُدَرّس علوم اخلاقی و الهیات اهل ترکیه.
- یانوش اولینیچاک، ۷۲، موسیقی‌دان، نوازنده و بازیگر اهل لهستان.

### ۲۱
- کریستین بواسون، ۶۸، بازیگر اهل فرانسه.

### ۲۲
- دیک پوپ، ۷۷، فیلم‌بردار اهل بریتانیا.
- برند باخ‌اشپیس، ۸۵، بازیکن فوتبال اهل آلمان شرقی.
- دمیترو بوهچوف، ۳۲، بازیکن فوتبال اهل اوکراین.
- لیندا اوبست، ۷۴، نویسنده و تهیه کننده اهل ایالات متحده آمریکا.

### ۲۳
- گوستاوو آدولفو اسپینا سالگوئرو، ۷۷، سیاستمدار اهل گواتمالا.
- هاما آمادو، ۷۴، سیاستمدار اهل نیجر.
- لئون نیل کوپر، ۹۴، فیزیک‌دان اهل ایالات متحده آمریکا و برنده جایزه نوبل فیزیک.
- جک جونز، ۸۶، بازیگر، خواننده و موسیقی‌دان اهل ایالات متحده آمریکا.

### ۲۴
- آلفونس پواتی-سوچلاتی، ۸۳، سیاستمدار اهل جمهوری کنگو.
- آدیلسون رودریگوئز، ۶۶، بوکسور اهل برزیل.
- یادویگا باراینسکا، ۸۹، بازیگر و فیلم‌نامه‌نویس اهل لهستان.
- ژویس بلو، ۹۲، نویسنده و زبان‌شناس اهل فرانسه.
- عبدالعزیز براده، ۳۵، بازیکن فوتبال اهل مراکش.

### ۲۵
- کیم سو می، ۷۵، بازیگر اهل کره جنوبی.
- ژوزه کارلوس ده آلمیدا، ۵۶، بازیکن فوتبال اهل برزیل.

### ۲۷
- آرشاک قوکاسیان، ۸۰، دوبلور ایرانی-ارمنی‌تبار.
- رین وینسلو، ۳۷، بازیگر اهل استونی.
- یاکوف ترنر، ۸۹، سیاستمدار و خلبان اهل اسرائیل.

### ۲۸
- پل موریسی، ۸۶، تهیه‌کننده و کارگردان اهل ایالات متحده آمریکا.
- تونچی گابریچ، ۶۲، بازیکن فوتبال اهل کرواسی.

### ۲۹
- حسن یوسف، ۹۰، بازیگر و کارگردان اهل مصر.
- تری گار، ۷۹، بازیگر اهل ایالات متحده آمریکا.

### ۳۰
- اریک کلاسن، ۸۲، کارگردان و بازیگر اهل دانمارک.
- جو هی-یونگ، ۷۱، بازیکن والیبال اهل کره جنوبی.
- جووانی جانفرییا، ۸۹، بازیگر اهل ایتالیا.

### ۳۱
- تره‌ور وایمارک، ۷۴، بازیکن فوتبال اهل انگلستان.

## نوامبر

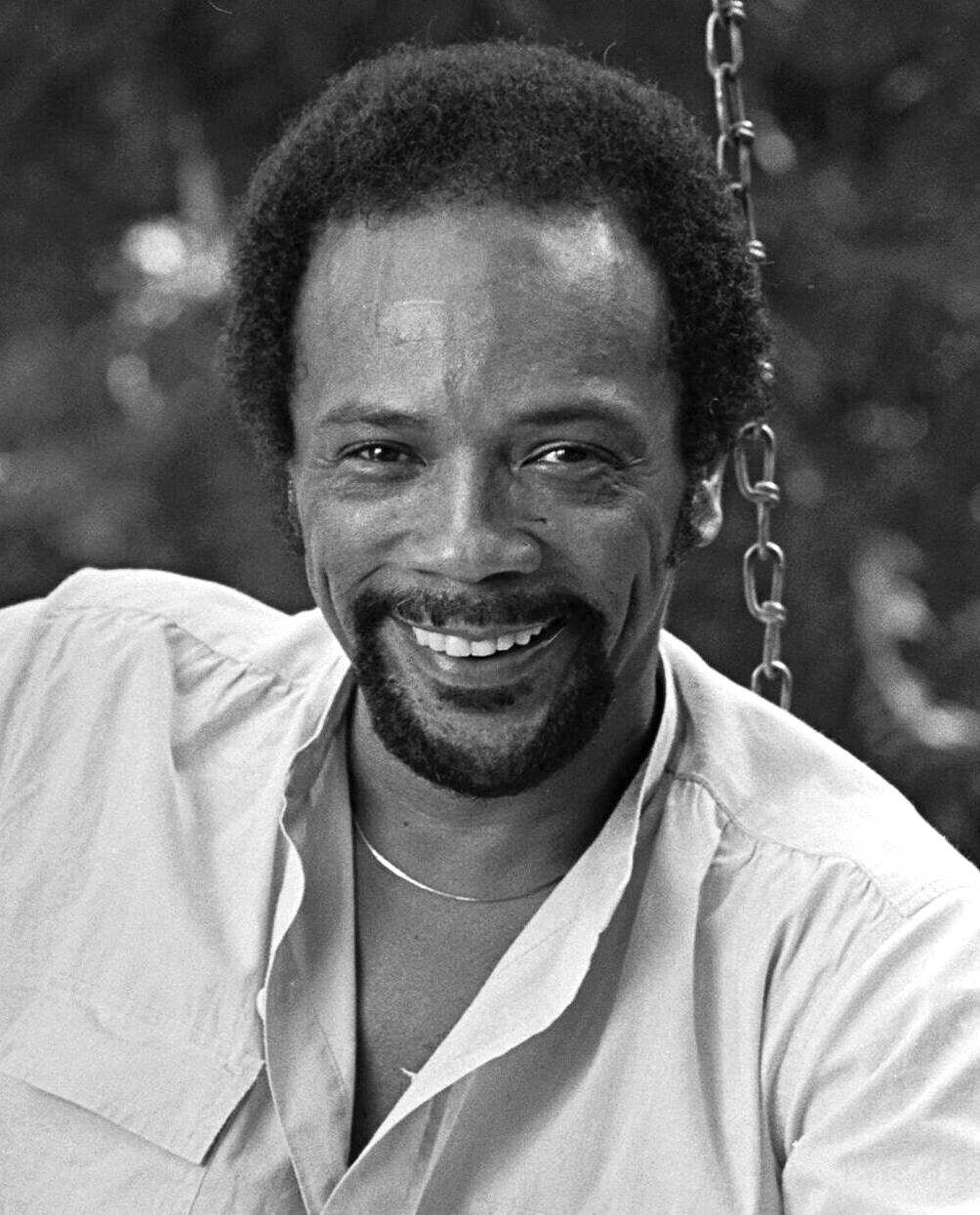
کوئینسی جونز

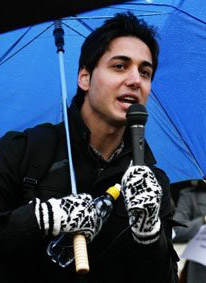
کیانوش سنجری

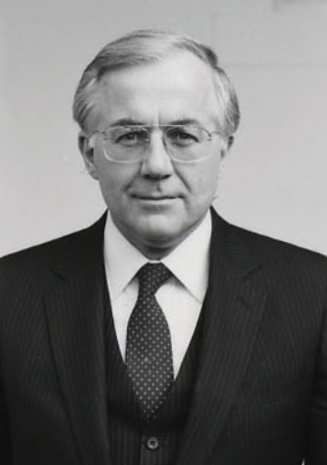
ریچارد آلن

### ۱
- مایکل روس، ۸۴، فیلسوف اهل بریتانیا.
- الکساندر پاینز، ۷۹، شیمی‌دان اهل ایالات متحده آمریکا.
- لوئیس اونمورا، ۶۴، جودوکار اهل برزیل.

### ۲
- کلمنت کوارتی، ۸۶، بوکسور اهل غنا.
- میرتا آکونیا دی باراواله، ۹۹، کنشگر و فعال حقوق بشر اهل آرژانتین.
- آلن راچینز، ۸۲، بازیگر اهل ایالات متحده آمریکا.
- جاناتان هیز، ۹۵، بازیگر اهل ایالات متحده آمریکا.

### ۳
- کوئینسی جونز، ۹۱، آهنگساز و تهیه‌کننده موسیقی اهل ایالات متحده آمریکا.

### ۴
- رناتو سریو، ۷۸، آهنگساز، موسیقی‌دان و رهبر ارکستر اهل ایتالیا.
- موری سینکلر، ۷۳، وکیل، حقوق‌دان و سیاستمدار اهل کانادا.
- برنارد مارکوس، ۹۵، کارآفرین اهل ایالات متحده آمریکا.

### ۵
- مارسی چمبرلین، ۸۸، ورزشکار دو و میدانی اهل نیوزیلند.

### ۶
- جان دمپسی، ۷۸، بازیکن و مربی فوتبال اهل ایرلند.
- جان نات، ۹۲، سیاستمدار اهل بریتانیا.
- ماکسیمیلیان هایدنرایش، ۵۷، بازیکن فوتبال اهل آلمان.
- مادلین ریفو، ۱۰۰، خبرنگار، روزنامه‌نگار، شاعر و نویسنده اهل فرانسه.
- تونی تاد، ۶۹، بازیگر و صدا پیشه اهل ایالات متحده آمریکا.
- دوروتی آلیسون، ۷۵، نویسنده و شاعر اهل ایالات متحده آمریکا.

### ۸
- ژنویو گراد، ۸۰، بازیگر اهل فرانسه.
- رشید مخلوفی، ۸۸، بازیکن فوتبال اهل الجزایر.

### ۹
- رام نارایان، ۹۶، نوازنده اهل هند.
- ویستورس میجرز، ۵۶، شطرنج‌باز اهل لتونی.
- حسن اقصبی، ۸۹، بازیکن و مربی فوتبال اهل مراکش.
- جودیت جیمیسون، ۸۱، رقصنده اهل ایالات متحده آمریکا.

### ۱۰
- عبدالقادر لشهب، ۷۰، سیاستمدار و بازیکن فوتبال اهل مراکش.

### ۱۱
- کوشکون تاش، ۸۹، بازیکن فوتبال اهل ترکیه.

### ۱۲
- واردیس واردینوجیانیس، ۹۰، کارآفرین و بازرگان اهل یونان.
- میشائل هوبنر، ۶۵، دوچرخه‌سوار اهل آلمان.
- سونگ جه ریم، ۳۹، بازیگر اهل کره جنوبی.
- بنت میدینگ، ۸۷، بازیگر و کارگردان اهل دانمارک.
- سعید بن مصطفی، ۸۶، سیاستمدار اهل تونس.
- تیموتی وست، ۹۰، بازیگر و خواننده اپرا اهل بریتانیا.

### ۱۳
- کیانوش سنجری، ۴۲، فعال دانشجویی، وبلاگ‌نویس و روزنامه‌نگار اهل ایران.
- هاشم کلاهی، ۶۸، کشتی‌گیر اهل ایران.

### ۱۵
- یوریکو، شاهدخت میکاسا، ۱۰۱، عضو خاندان سلطنتی ژاپن.
- زونکه زونکسن، ۸۶، سوارکار اهل آلمان.
- احمد محمد محمود، ۸۶، سیاستمدار اهل سومالی‌لند.

### ۱۶
- سوتلانا سوتلیچنایا، ۸۴، بازیگر اهل روسیه.
- حمید مراکشی، ۴۸، بازیکن فوتبال اهل الجزایر.
- ریچارد آلن، ۸۸، سیاستمدار اهل ایالات متحده آمریکا.

### ۱۷
- برنار کیارلی، ۹۰، بازیکن و مربی فوتبال اهل فرانسه.
- ماکوتو تاکاهاشی، ۹۰، نقاش اهل ژاپن.

### ۱۸
- زکریا پینتو، ۸۱، بازیکن فوتبال اهل بنگلادش.
- گئورگ پائوک، ۸۸، موسیقی‌دان و نوازنده ویولن اهل مجارستان.
- شارل دومون، ۹۵، خواننده و بازیگر اهل فرانسه.

### ۲۰
- رسول میرمالک، ۸۶، کشتی‌گیر اهل ایران.
- جان پرسکات، ۸۶، سیاستمدار اهل بریتانیا.
- آیدا جودیت لئون، ۹۶، سیاستمدار اهل اکوادور.

### ۲۱
- ماریان کاندوس، ۹۳، بازیکن بسکتبال اهل یوگسلاوی.

### ۲۲
- جانفرانکو دالا باربا، ۶۷، شمشیرباز اهل ایتالیا.
- سرژ وهور، ۶۹، سیاستمدار اهل وانواتو.

### ۲۳
- سوزان پیت، ۷۶، شناگر اهل ایالات متحده آمریکا.
- ژان ژوردن، ۸۲، دوچرخه‌سوار اهل فرانسه.
- نیکی کای، ۴۴، سیاستمدار اهل نیوزیلند.
- فرد روی هریس، ۹۴، سیاستمدار اهل ایالات متحده آمریکا.

### ۲۵
- ارل هالیمن، ۹۶، هنرپیشه اهل ایالات متحده آمریکا.

### ۲۶
- یان فورتوک، ۶۲، بازیکن فوتبال اهل لهستان.
- جهانگیر درویش، ۹۱، طراح و معمار اهل ایران.
- جیم آبراهامز، ۸۰، کارگردان، فیلم‌نامه‌نویس و تهیه کننده اهل ایالات متحده آمریکا.
- کاتینکا فاراگو، ۸۷، تهیه کننده اهل سوئد.

### ۲۸
- آناندا کریشنان، ۸۶، کارآفرین و سرمایه‌دار اهل مالزی.
- سیلویا پینال، ۹۳، بازیگر، خواننده و سیاستمدار اهل مکزیک.

### ۲۹
- یوزف یلینک، ۸۳، بازیکن فوتبال اهل جمهوری چک.

### ۳۰
- په پینتو، ۹۵، بازیکن فوتبال اهل اسپانیا.

## دسامبر

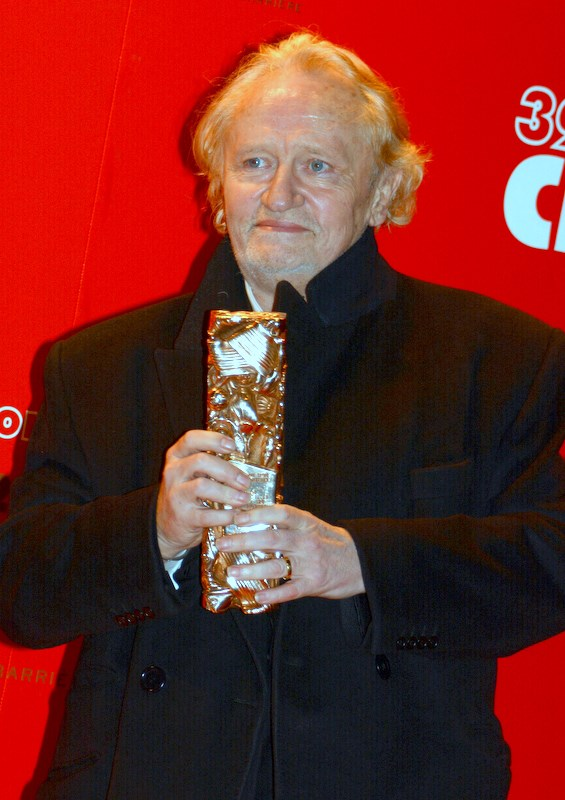
نیلز آرستروپ

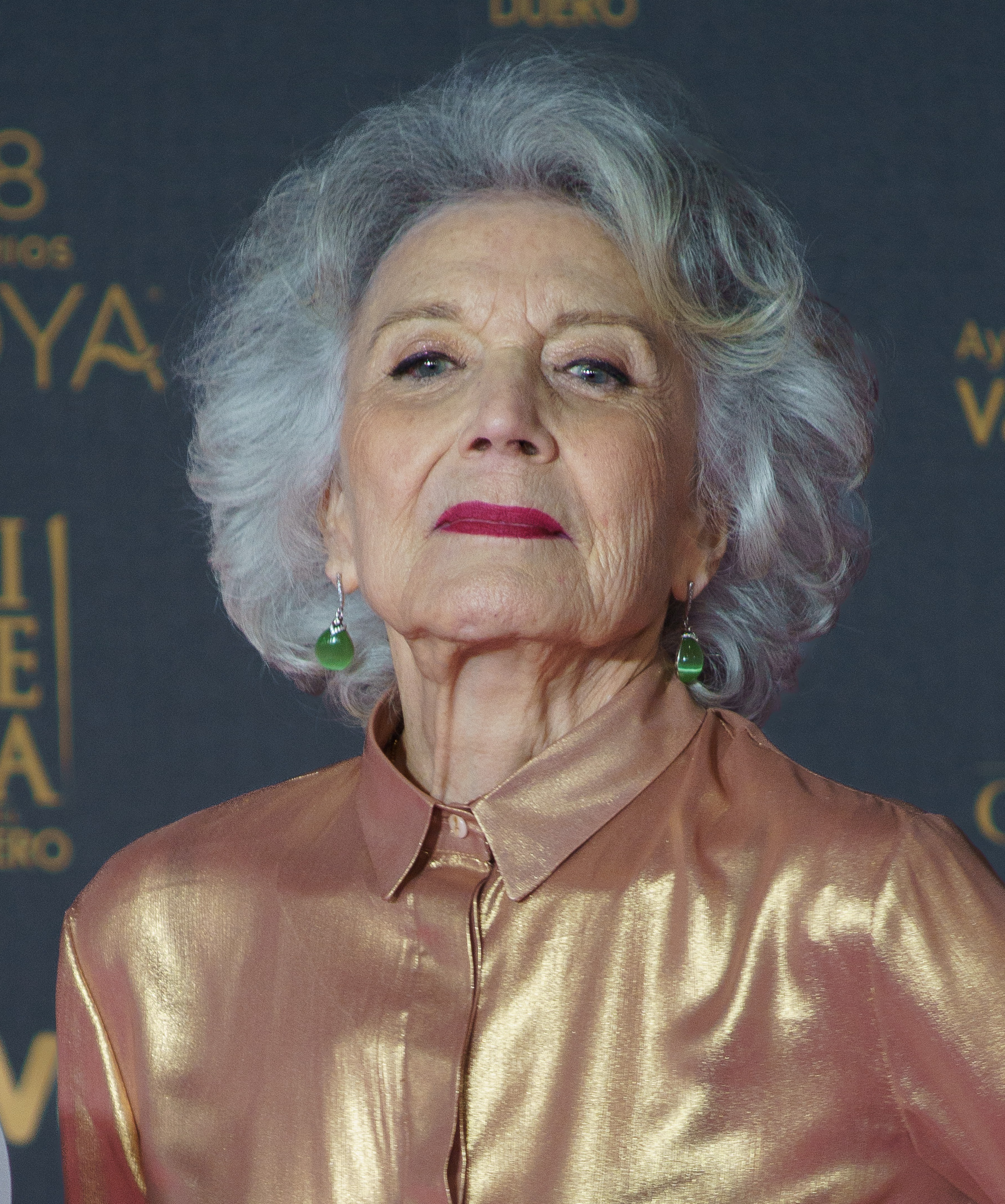
ماریسا پاردس

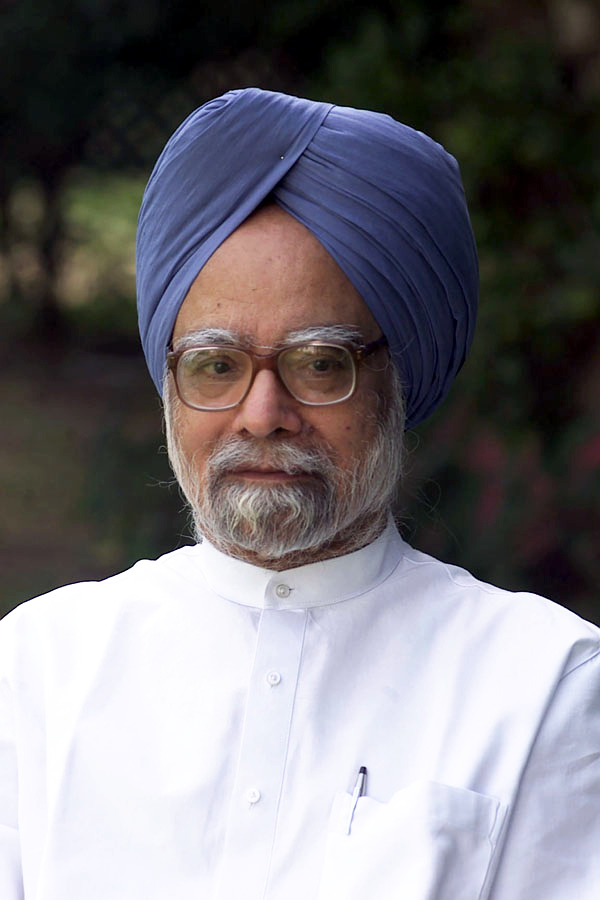
مانموهان سینگ

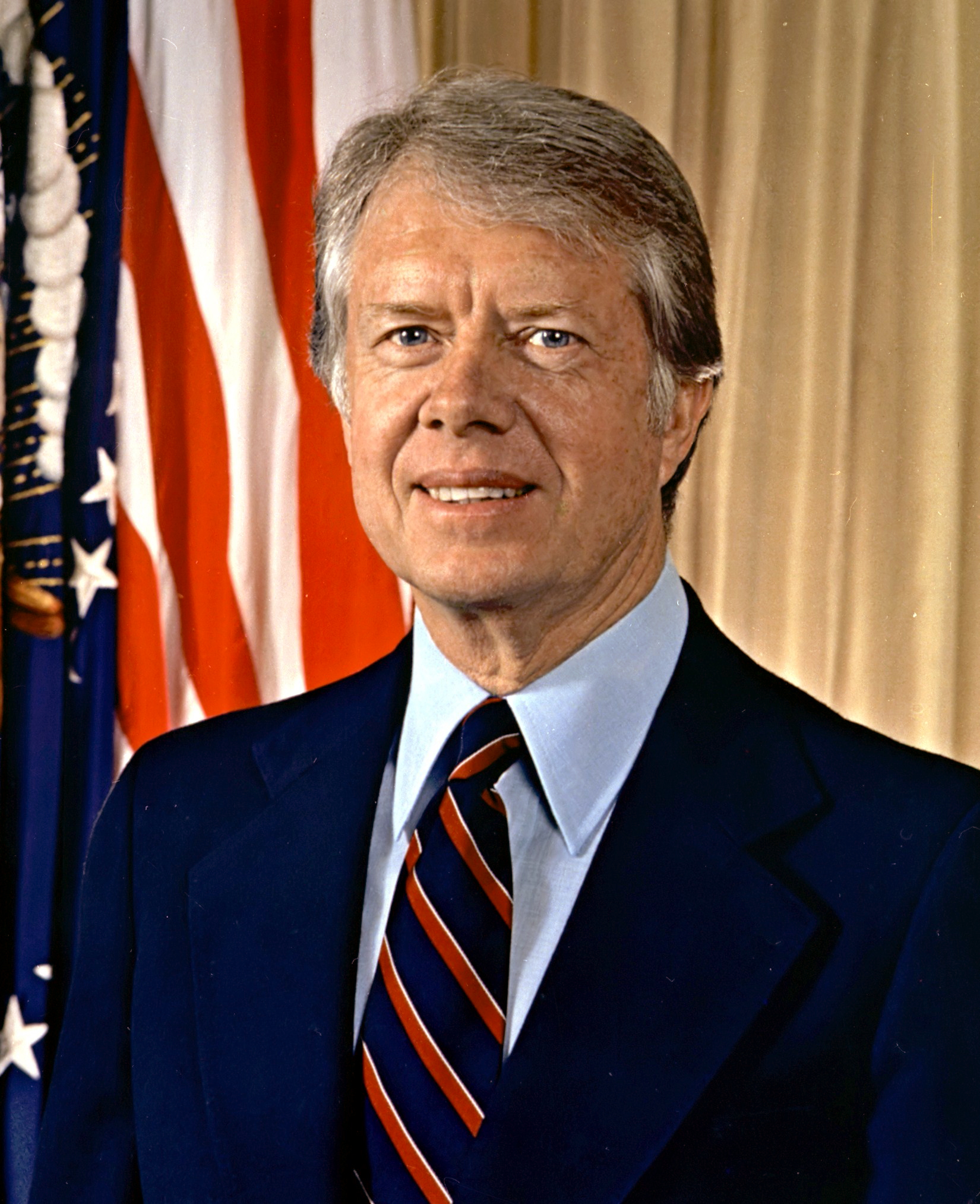
جیمی کارتر

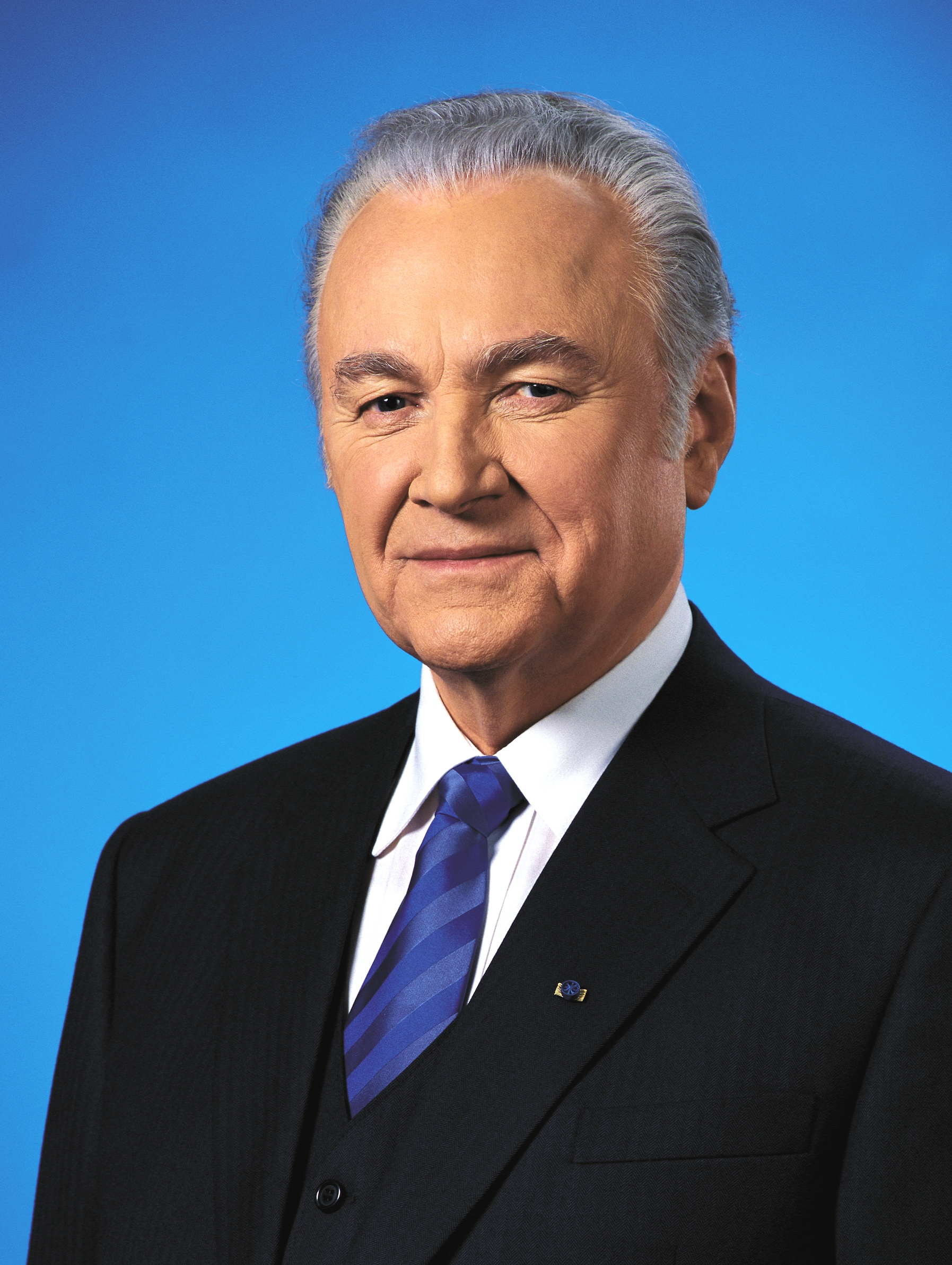
آرنولد روتل

### ۱
- حسین توشه، ۷۰، بازیگر اهل ایران.
- نیلز آرستروپ، ۷۵، بازیگر، کارگردان و فیلم‌نامه‌نویس اهل فرانسه.
- کرشنزو داموره، ۴۵، دوچرخه‌سوار اهل ایتالیا.

### ۲
- هلموت داکادام، ۶۵، بازیکن فوتبال اهل رومانی.
- اسرائیل واسکز، ۴۶، بوکسور اهل مکزیک.

### ۳
- اکاترینا اوانچیا، ۷۰، قایقران روئینگ اهل رومانی.

### ۴
- شاهدخت بریگیتا سوئد، ۸۷، شاهزاده اهل سوئد.
- دانته میرکولی، ۷۷، بازیکن فوتبال اهل ایتالیا.
- تونی یانگ، ۷۱، بازیکن فوتبال اهل انگلستان.

### ۵
- هیروشی کاگاوا، ۹۹، بازیکن فوتبال اهل ژاپن.

### ۶
- استانیسواف تیم، ۸۷، بازیگر و فیلم‌نامه‌نویس اهل لهستان.
- میهو ناکایاما، ۵۴، بازیگر، مدل و خواننده اهل ژاپن.

### ۷
- یوگنی آلینیکوف، ۵۷، ورزشکار اهل روسیه.
- یوسف ویتبسکی، ۸۶، شمشیرباز اهل اتحاد جماهیر شوروی.

### ۸
- شریف گورن، ۸۰، کارگردان اهل ترکیه.

### ۹
- نیکی جیووانی، ۸۱، نویسنده و شاعر اهل ایالات متحده آمریکا.

### ۱۰
- محیی‌الدین خالف، ۸۰، مربی فوتبال اهل الجزایر.
- مالایی کریشنا، ۹۲، سیاستمدار اهل هند.

### ۱۱
- دیوید باندرمن، ۸۲، کارآفرین، وکیل و سرمایه‌دار اهل ایالات متحده آمریکا.
- خلیل‌الرحمن حقانی، ۵۸، سیاستمدار اهل افغانستان و از رهبران طالبان.
- بهروز خاماچی، ۸۹، پژوهش‌گر و تاریخ‌نگار اهل ایران.

### ۱۲
- نورمن بودل، ۸۶، بازیکن فوتبال اهل بریتانیا.
- دانوت گرکو، ۷۴، ژیمناست اهل رومانی.
- ولفگانگ بکر، ۷۰، کارگردان و فیلم‌نامه‌نویس اهل آلمان.

### ۱۳
- هنک هرنبرگ، ۸۶، دیپلمات و سیاستمدار اهل سورینام.

### ۱۴
- میرچئا دیاکونو، ۷۴، بازیگر، نویسنده و سیاستمدار اهل رومانی.
- ایزاک اندیک، ۷۱، کارآفرین و سرمایه‌دار اسپانیایی اهل ترکیه.
- کلاوس ولر، ۶۸، بازیکن هندبال اهل آلمان غربی.
- جان اسپرات، ۸۲، سیاستمدار اهل ایالات متحده آمریکا.
- هایراپت گالستیان، ۸۵، پزشک اهل ارمنستان.

### ۱۵
- ذاکر حسین، ۷۳، آهنگساز و بازیگر اهل هند.
- نبی‌الله پیرهادی، ۶۷، بازیگر اهل ایران.

### ۱۶
- استیو لوینسون، ۵۸، خواننده و عضو گروه موسیقی سیمپلی رد اهل انگلستان.

### ۱۷
- ماریسا پاردس، ۷۸، بازیگر اهل اسپانیا.
- آیگارس فادیفس، ۴۸، دونده اهل لتونی.

### ۱۸
- کلاوس وولفرمن، ۷۸، پرتاب‌گر نیزه اهل آلمان.
- تونی بنتلی، ۸۴، بازیکن فوتبال اهل بریتانیا.
- ریک فان لوی، ۹۰، دوچرخه‌سوار اهل بلژیک.

### ۱۹
- فدریکو مایور ساراگوسا، ۹۰، سیاستمدار اهل اسپانیا.
- میت اسمت، ۸۱، سیاستمدار اهل بلژیک.

### ۲۰
- توفیق آقابابایف، ۹۶، نقاش اهل جمهوری آذربایجان.
- جرج استهام، ۸۸، بازیکن فوتبال اهل انگلستان.

### ۲۱
- مارتین دچف، ۳۴، بازیکن فوتبال اهل بلغارستان.
- جک باند، ۸۷، کارگردان اهل بریتانیا.
- دان مارتینا، ۸۹، سیاستمدار اهل پادشاهی هلند.
- آرت ایوانز، ۸۲، بازیگر اهل ایالات متحده آمریکا.
- میشل بوتس، ۶۲، بازیگر، معلم و طراح اهل آفریقای جنوبی.

### ۲۲
- دیتر لیندنر، ۸۵، بازیکن فوتبال اهل آلمان.

### ۲۳
- ژاله علو، ۹۷، بازیگر، صدا پیشه و شاعر اهل ایران.
- شیام بنگال، ۹۰، کارگردان و سیاستمدار اهل هند.

### ۲۴
- دسی بوترسه، ۷۹، سیاستمدار اهل سورینام.

### ۲۵
- اریک هانی، ۸۶، جودوکار اهل سوئیس.

### ۲۶
- مانموهان سینگ، ۹۲، سیاستمدار اهل هند.

### ۲۷
- چارلز شایر، ۸۳، کارگردان، فیلم‌نامه‌نویس و تهیه کننده اهل ایالات متحده آمریکا.
- الیویا هاسی، ۷۳، بازیگر اهل انگلستان.
- دایل هادون، ۷۶، بازیگر و مدل اهل کانادا.
- دانیله بانیولی، ۷۱، مربی والیبال اهل ایتالیا.
- میکی بولاک، ۷۸، بازیکن فوتبال اهل بریتانیا.
- سید عبادالله محمودیان، ۸۱، محقق و استاد دانشگاه اهل ایران.

### ۲۸
- منصور یاقوتی، ۷۶، نویسنده اهل ایران.
- چارلز دولان، ۹۸، کارآفرین و بازرگان اهل ایالات متحده آمریکا.
- مارتین کارپلوس، ۹۴، شیمی‌دان اهل ایالات متحده آمریکا و برنده جایزه نوبل شیمی.

### ۲۹
- جیمی کارتر، ۱۰۰، سیاستمدار و سی‌و‌نهمین رئیس جمهور ایالات متحده آمریکا.
- تومیکو ایتوئوکا، ۱۱۶، ابرصدساله اهل ژاپن.
- لیندا لوین، ۸۷، بازیگر، تهیه کننده و خواننده اهل ایالات متحده آمریکا.
- آلکسی بوگایف، ۴۳، بازیکن فوتبال اهل روسیه.
- احمد عدویه، ۷۹، بازیگر و خواننده اهل مصر.

### ۳۰
- جو گرش، ۹۰، خواننده اهل مالت.
- هوگو سوتیل، ۷۵، بازیکن فوتبال اهل پرو.
- جمشید بن عبدالله، ۹۵، شاهزاده اهل زنگبار.
- امیل ایده، ۱۰۴، دوچرخه‌سوار اهل فرانسه.
- فراسر استودارت، ۸۲، دانشمند اهل اسکاتلند و برنده جایزه نوبل شیمی.

### ۳۱
- آرنولد روتل، ۹۶، سیاستمدار اهل استونی.